# バンドネオン

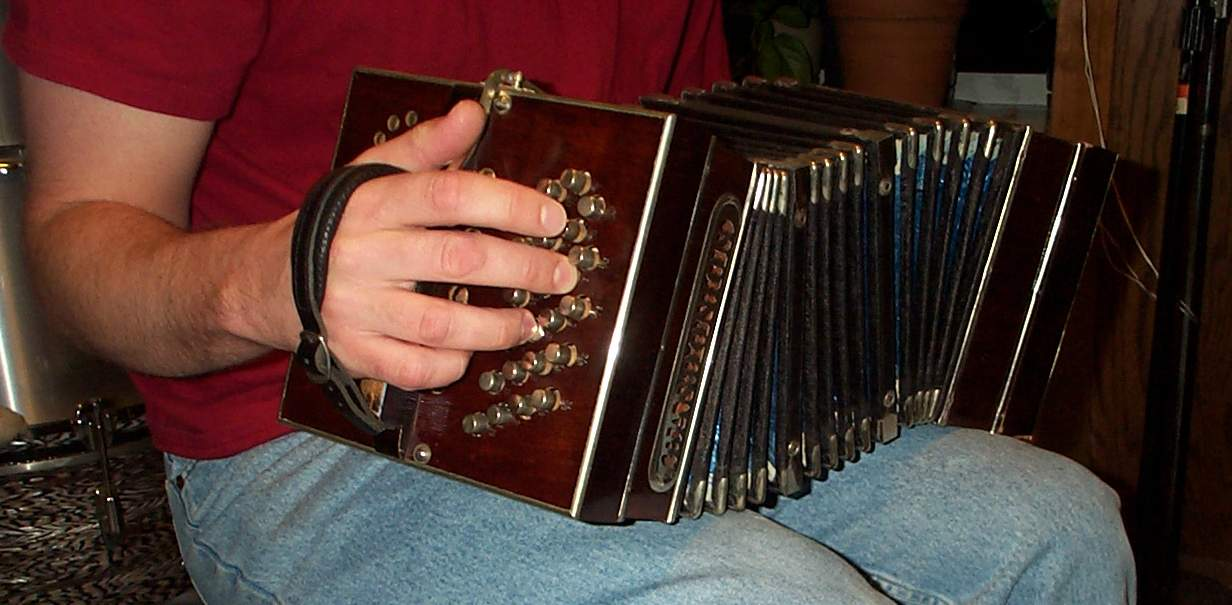
初期のバンドネオン、1905年頃

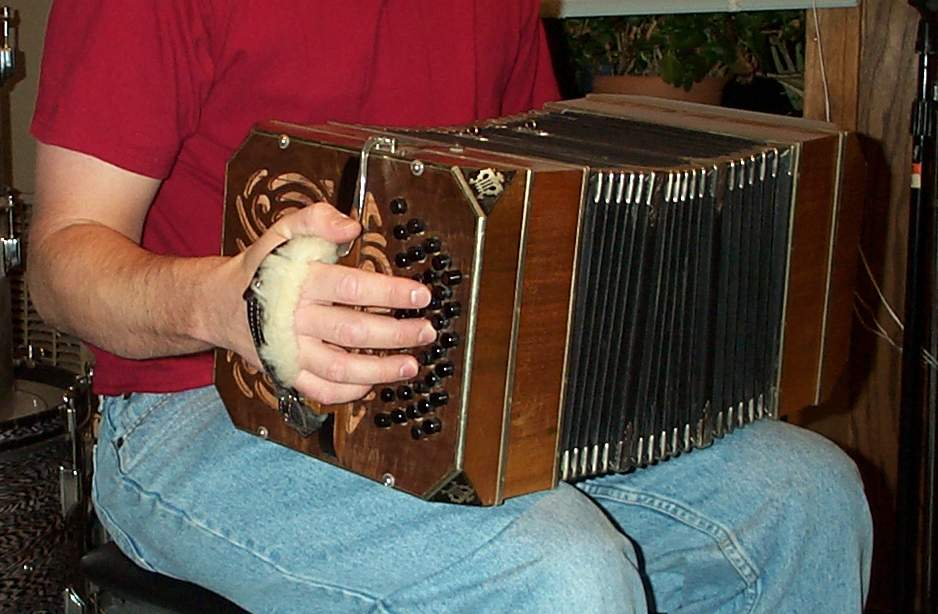
アルフレッド・アーノルド・バンドネオン、1949年頃

バンドネオン（英: bandoneon、西: bandoneón）はコンサーティーナ族の蛇腹楽器である。

## 概説

### 特徴
蛇腹楽器の中では中型のサイズの楽器である(重さは5キログラムから7キログラムくらいの機種が多い)。アコーディオンが蛇腹の押し引きを左手で行うのに対して、バンドネオンは左右の両手の力で蛇腹の押し引きを行うため、楽器のサイズの割りに大音量を出すことが可能で、鋭い明快なスタッカートなど音のメリハリもつけやすい(これはコンサーティーナ族共通の特長である)。
日本ではタンゴの伴奏楽器というイメージが強いが、海外ではタンゴ以外のジャンルの音楽の演奏でも使われ、また独奏楽器としても高い演奏能力をもつ楽器である。

### アコーディオンとの区別
蛇腹楽器の一種であるが、いわゆる「アコーディオン」とは違う楽器であり、バンドネオン奏者に「アコーディオン奏者の○○さん」と声をかける事はタブーとされる。
アコーディオンは左右非相称で、左右の筐体は形も機能も異なり、右手側の筐体をバンドで演奏者の体に固定することが多い。これに対して、バンドネオン(および、バンドネオンの原型であるコンサーティーナ)は左右相称であり、左右の筐体は音域が違うものの形や機能は同じで、筐体をバンドで体に固定することはない。詳しくは蛇腹楽器のバンドの説明を参照。
以下に蛇腹楽器の分類におけるバンドネオンの位置を示す。
|            | 左右非相称                                                    | 左右相称 |
| ---------- | ------------------------------------------------------------- | --- |
| 押引異音式 | ダイアトニック・ボタン・アコーディオン                        | アングロ・コンサーティーナ ジャーマン・コンサーティーナ ケムニッツァ・コンサーティーナ バンドネオン(ディアトニック・バンドネオン) |
| 押引同音式 | クロマティック・ボタン・アコーディオン ピアノ・アコーディオン | イングリッシュ・コンサーティーナ デュエット・コンサーティーナ クロマティック・バンドネオン                                        |

### 楽器の基本構造
バンドネオンはボタン式の鍵盤楽器である。蛇腹の左右に、ボタン鍵盤をそなえた筐体(きょうたい。器械を内蔵した箱)がついており、蛇腹を押し引きすることで空気の流れを作り、ボタン鍵盤と連動したフリーリードを鳴らして音を出す。

#### 外部構造
ケムニッツァ・コンサーティーナと非常に似ている。以下、アルゼンチン・タンゴで最も普通に使われている「ライニッシュ式配列」のバンドネオンの写真を示す。

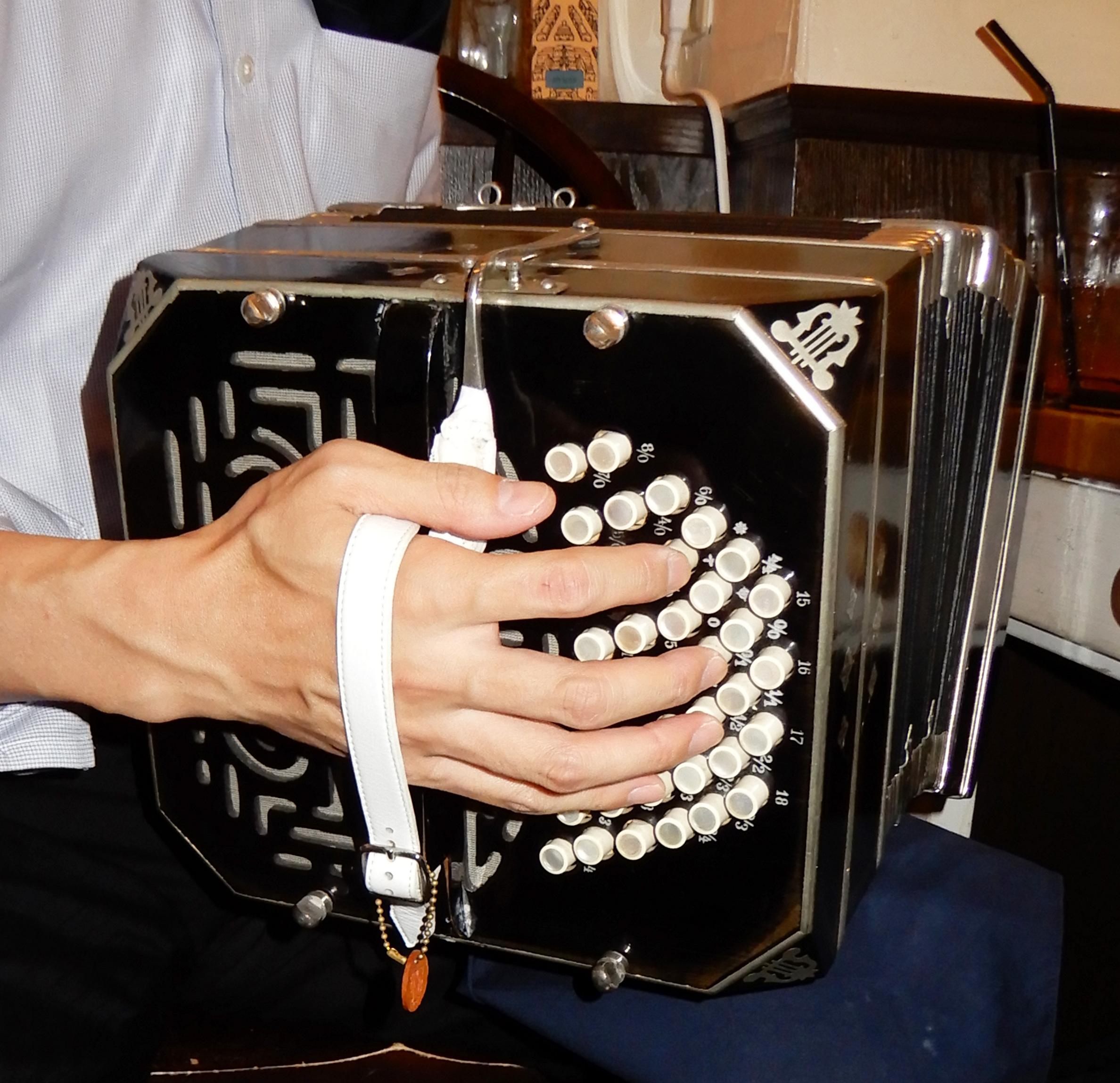
アルフレッド・アーノルド・バンドネオンの右手側(高音側)。各ボタンにふられた数字や記号にも注目。親指は空気抜きレバーに触れている。手首のあたりは模様付きのグリル(格子窓のような穴をあけた板)になっている。
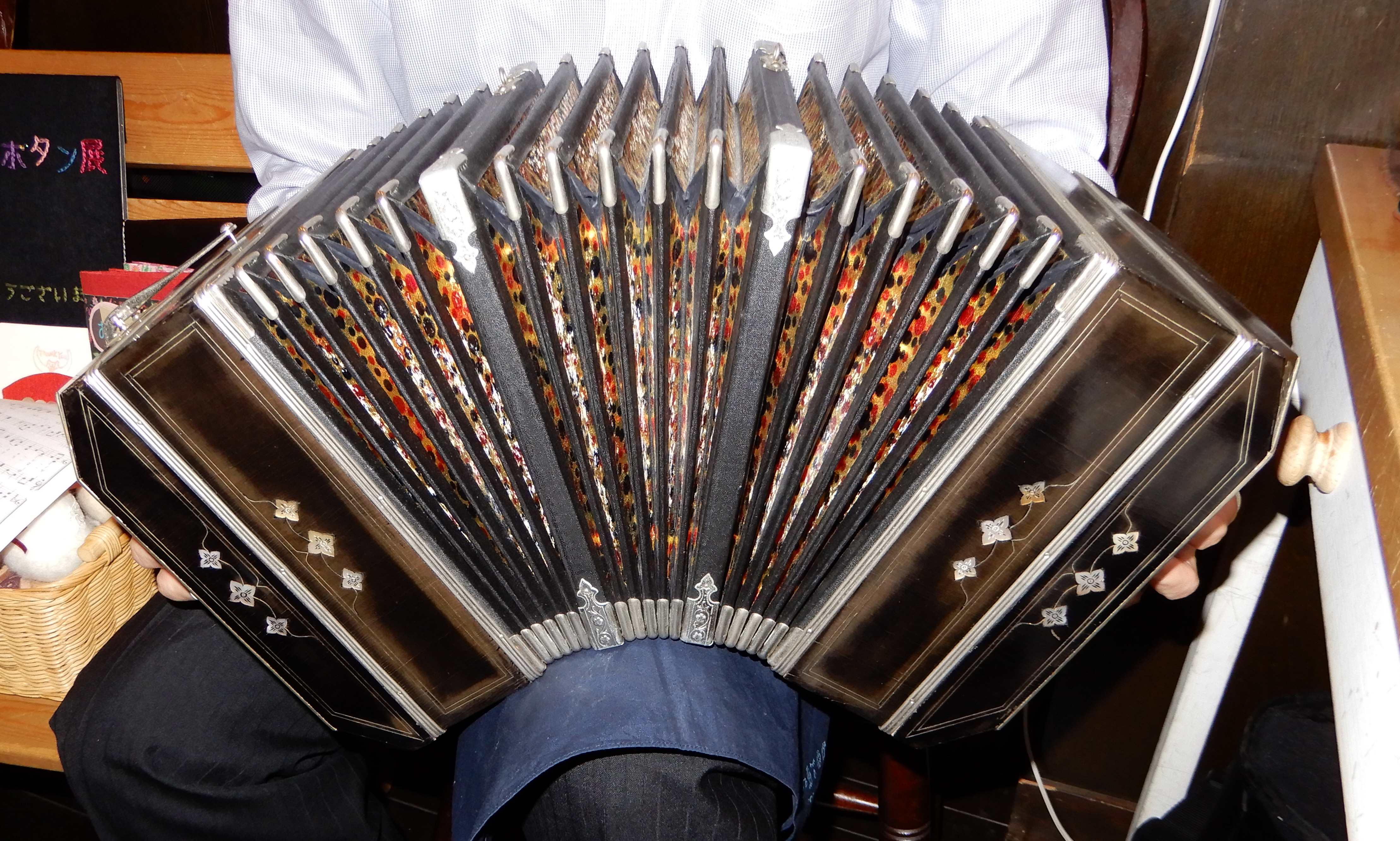
同、中央。蛇腹の上部に、Ω形の小さな紐通しが2個ついている。この金具はバンドネオンを首から紐で吊り下げるための紐留めで、ドイツで立奏していた時代のなごり。
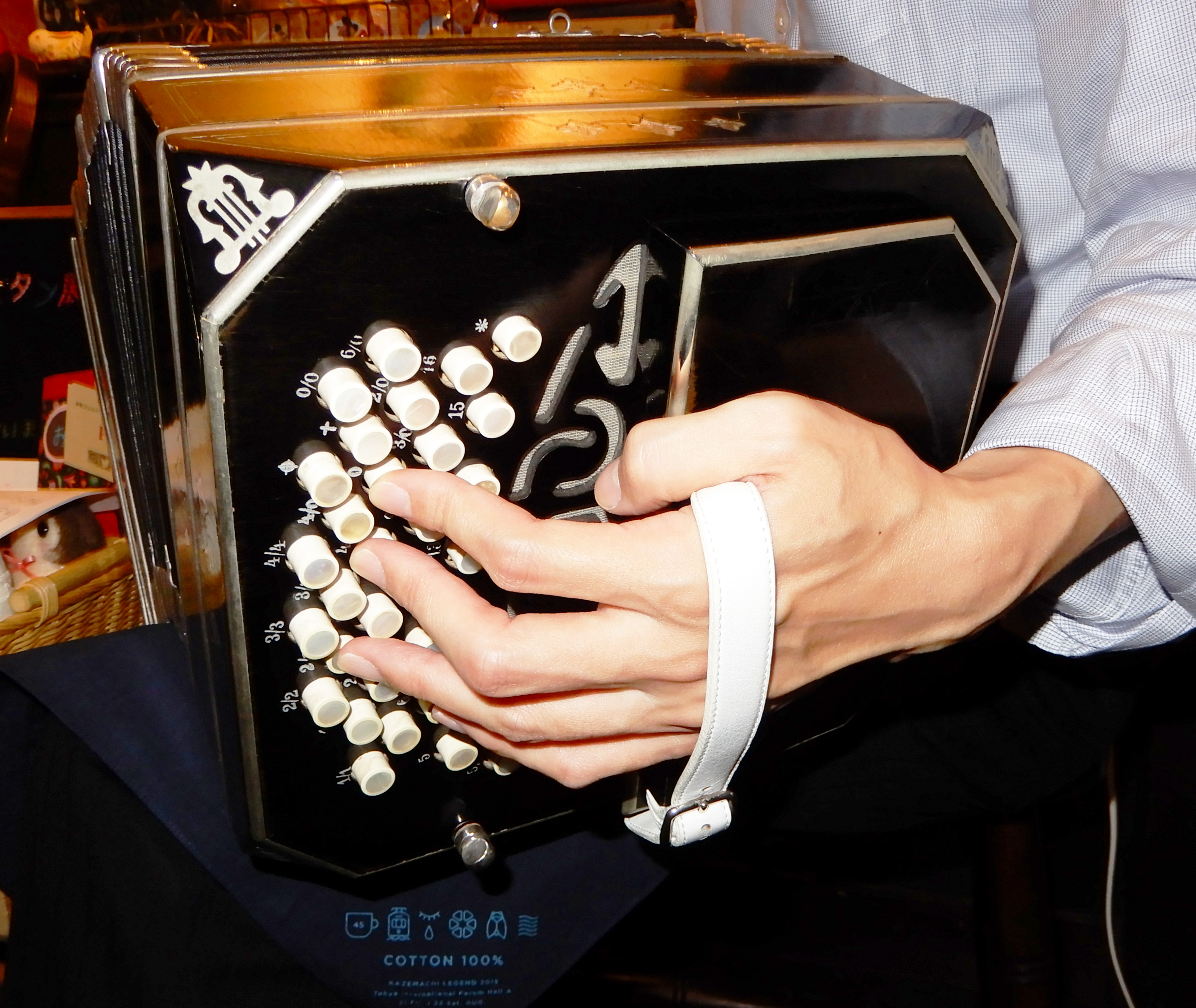
同、左手側(低音側)。ボタン鍵の並ぶ形が右手側と少し違う。手首のあたりは化粧板の共鳴箱(チャンバー)なので、音色は右手側よりややソフトでくぐもった感じになる[4]。
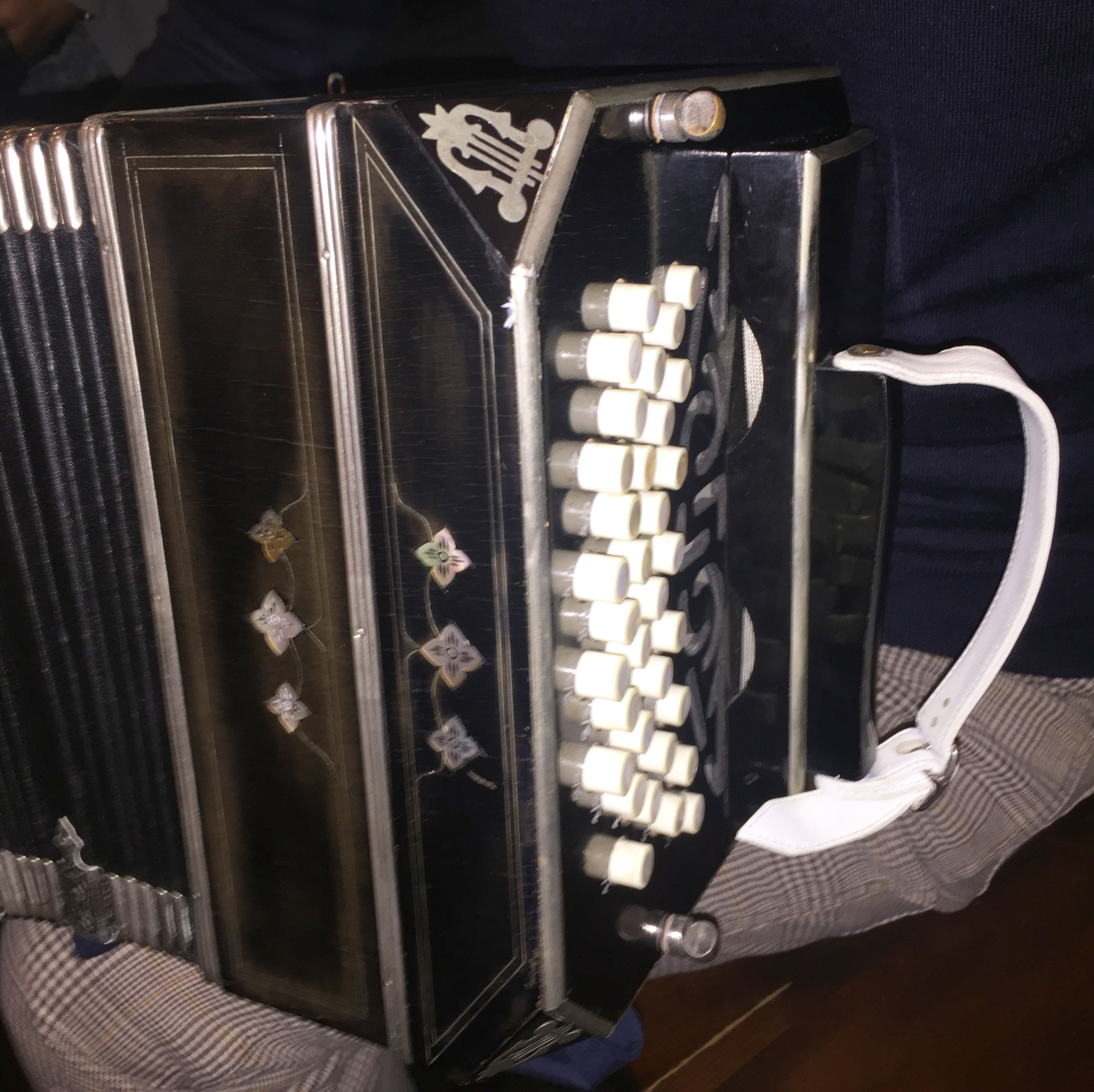
左手側のチャンバーを別角度からのぞくと、半月状の穴が見える。

#### 内部構造

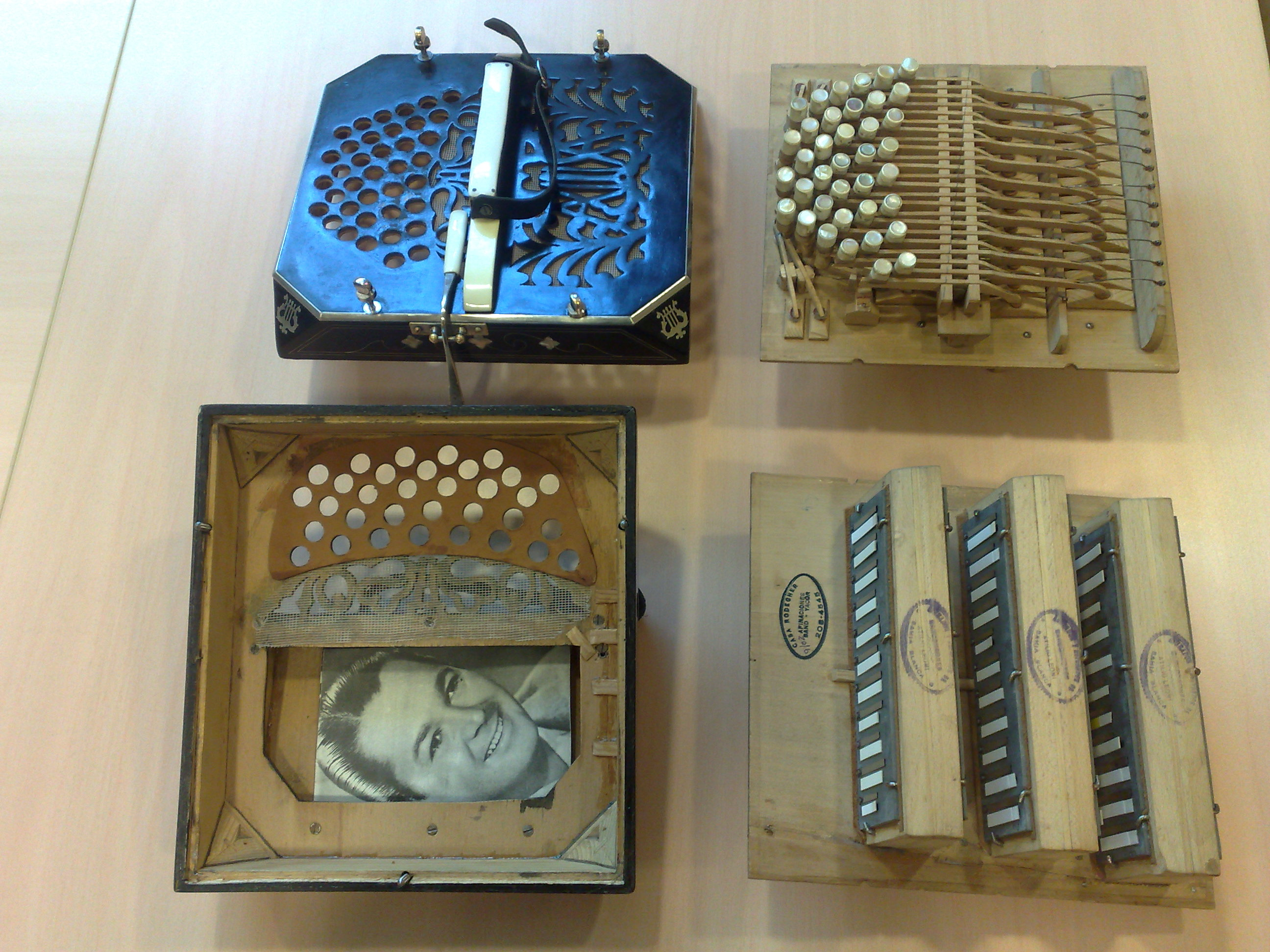
左右の筐体、それぞれの面板と器械部分。
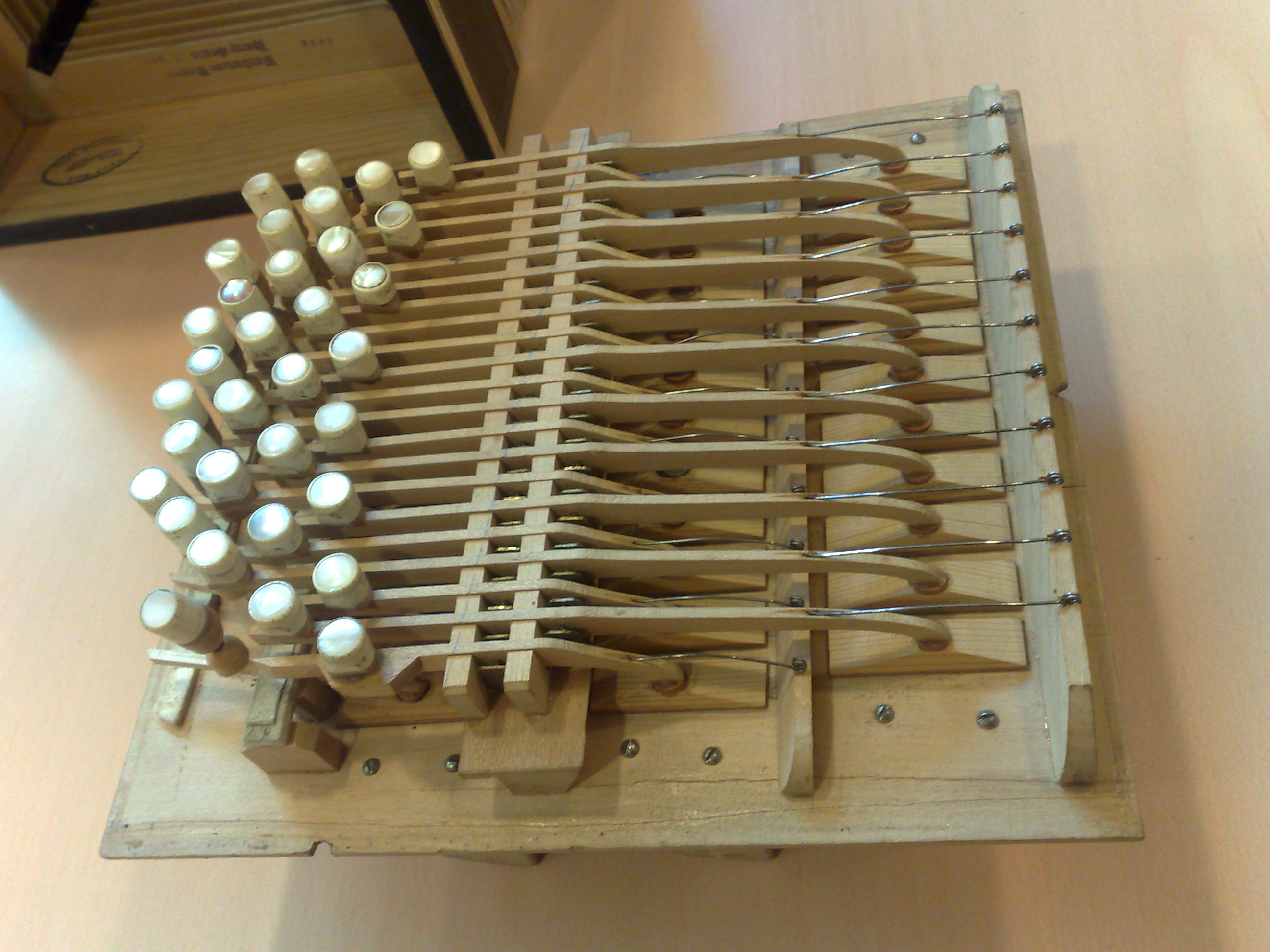
筐体内部、面板側。ボタンと空気穴をつなぐ「てこ」が並んでいる。
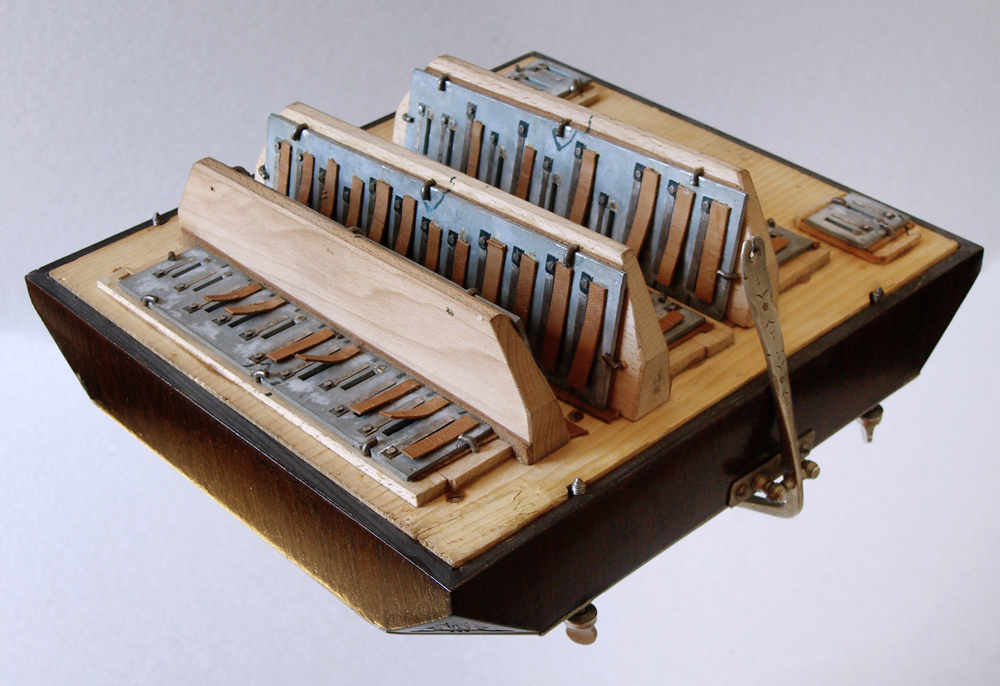
筐体内部、蛇腹側。リードとサブタ皮(空気の逆流防止弁)が並んでいる。
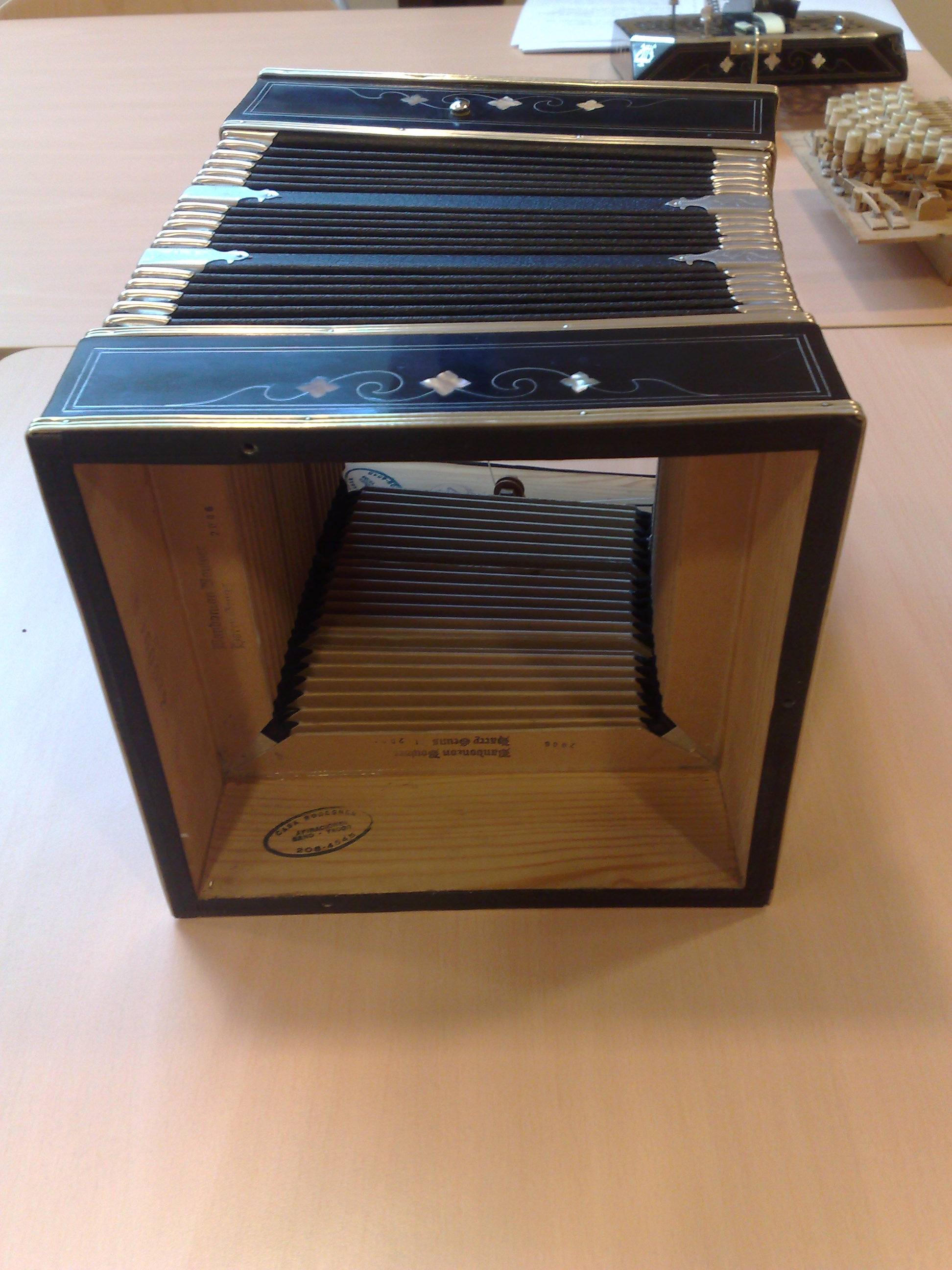
蛇腹
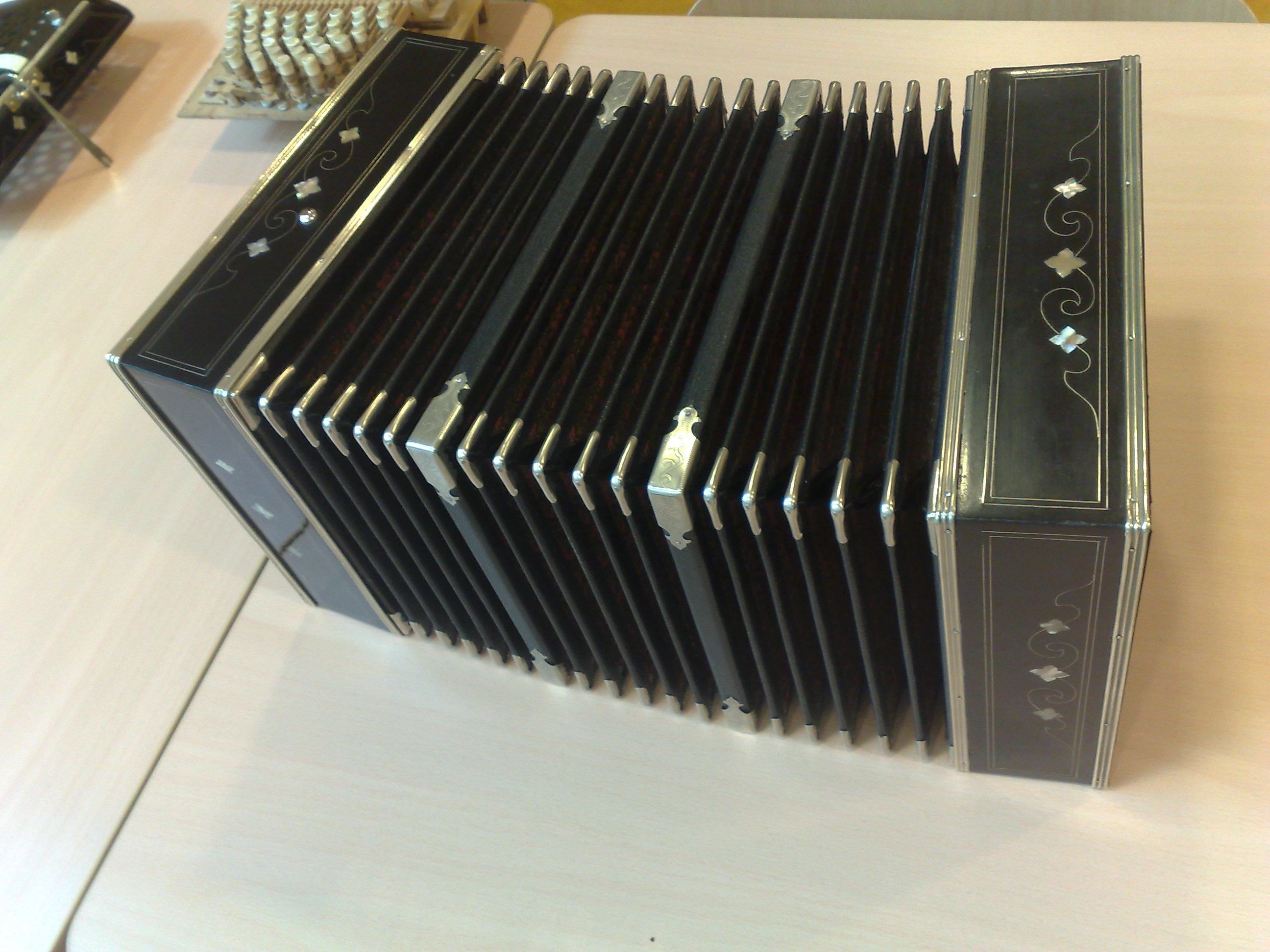
蛇腹
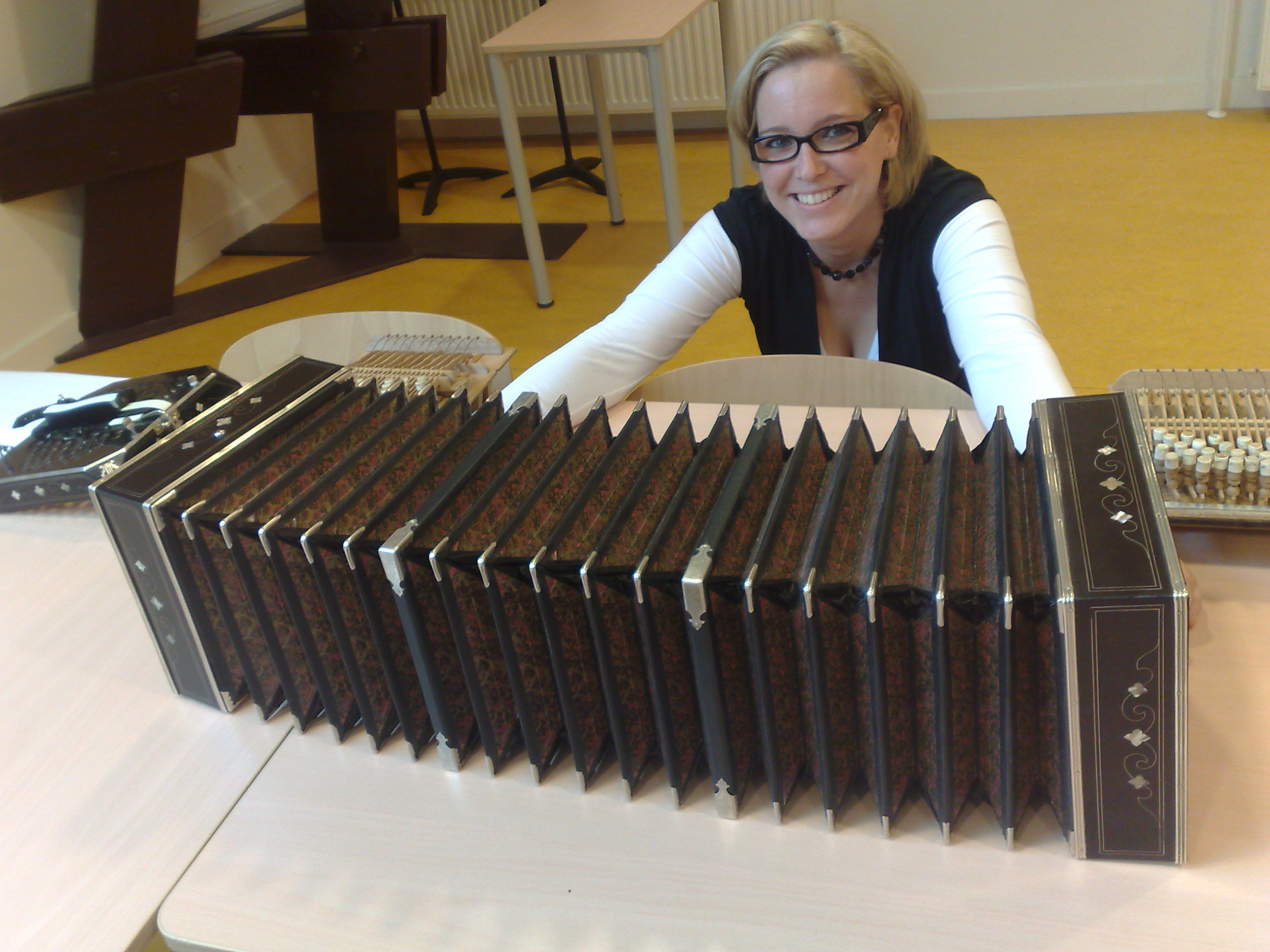
蛇腹を思い切り広げた状態

調律などのメンテナンスは、専門の技術が必要である。

### 歴史
バンドネオンの演奏家や愛好者は世界各地に存在する。本項では、発明国であるドイツと、タンゴと結びついたアルゼンチン、そして日本の状況を述べる。

#### ドイツ
バンドネオンは、ドイツのコンサーティーナ(ドイツ語ではコンツェルティーナ)を土台として1847年に開発された楽器である。
1829年、ウィーンの楽器製作家シリル・デミアンはアコーディオンを発明した。
ドイツのケムニッツ市の楽器製作家カール・フリードリヒ・ウーリヒ(Carl Friedrich Uhlig)は、ウィーンに旅したときにデミアンのアコーディオンを購入し、それをヒントに、バンドネオンの原型も含むさまざまなタイプのドイツ式コンサーティーナを開発した。
その後、同じドイツの楽器製作家ハインリヒ・バンドは、ケムニッツ市へ旅した際にウーリッヒのコンサーティーナを購入し、低音域を拡張するなどボタン配列に変更を加えて、1847年にバンドネオンを考案した。ただしバンド自身は当初、自分の楽器を「アコーディオン」と呼び、「バンドネオン」とは呼ばなかった。後に、バンドの名前と、アコーディオンの「イオン」を組み合わせて「Bandonion」(バンドニオン)という楽器名が生まれた。Bandonionの綴りが現在のBandoneonに変更された正確な時期や経緯は、不明である。今日のドイツでも一般的には「バンドネオン」と呼ばれるが、ドイツの「生粋の」バンドネオン愛好家や業界関係者にはいまだに「バンドネオンではなくバンドニオンだ」と主張する人が多い(小松2021,p.195)。
バンドネオンの発明者はハインリヒ・バンドであるが、バンドネオンの基本原理を開発した始祖はウーリッヒであると言える。また、現代の演奏者が弾いている大型の現代的なバンドネオンを確立したのは、ハインリヒの息子アルフレッド・バンド(Alfred Band, 1855年-1923年)である(小松2021,pp.204-209)。
バンドネオンは野外での教会の儀式でパイプオルガンの代用として使われたり、クラシック音楽や民俗音楽の演奏で使用された。
ドイツはバンドオネンの故郷であるが、他の蛇腹楽器との競合などさまざまな理由で、20世紀半ば以降は演奏人口が激減し、今日に至っている。

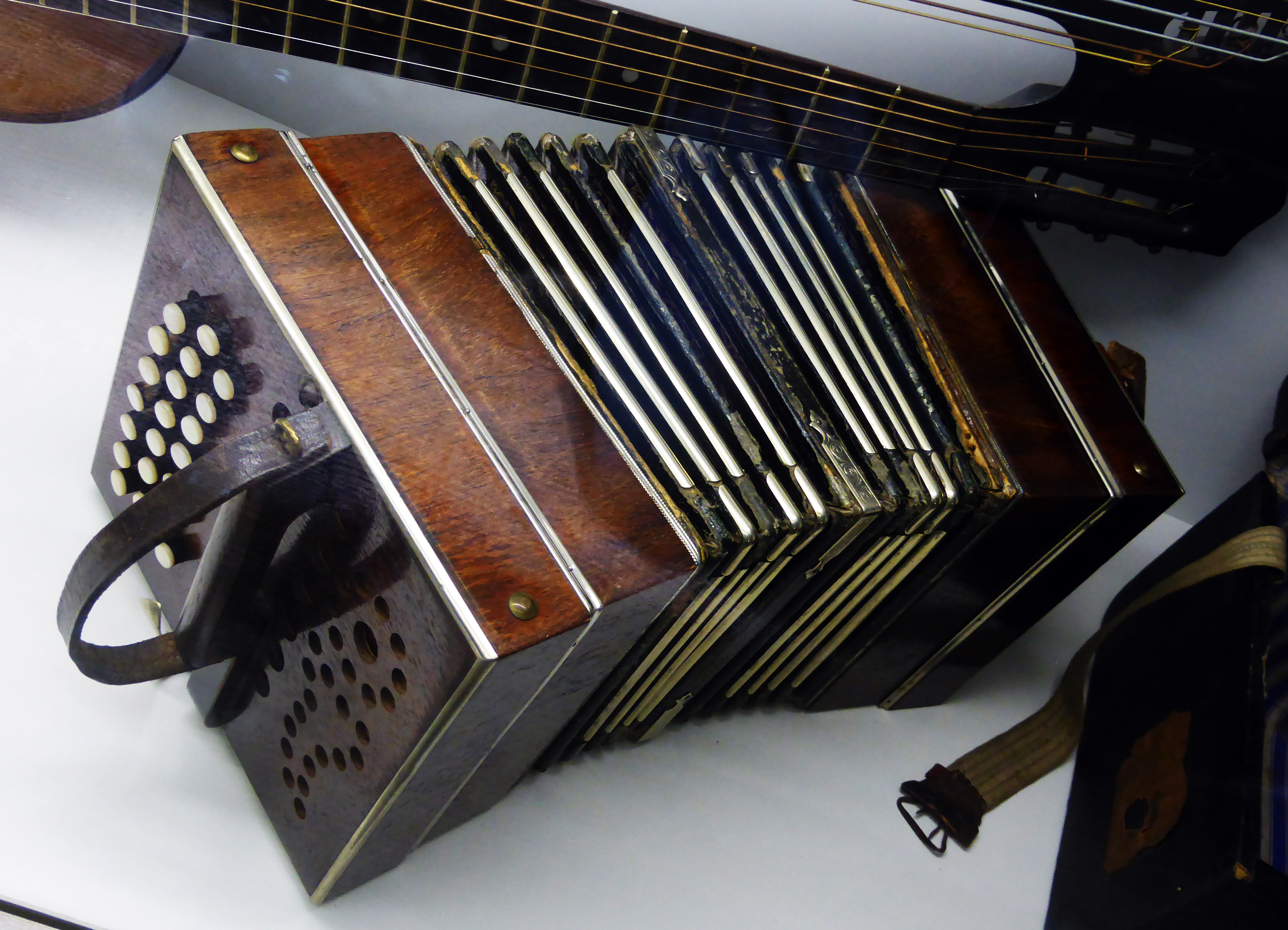
ウーリッヒのバンドネオン。ボタン鍵の数や配列以外は、現在のバンドネオンとほぼ同じである。
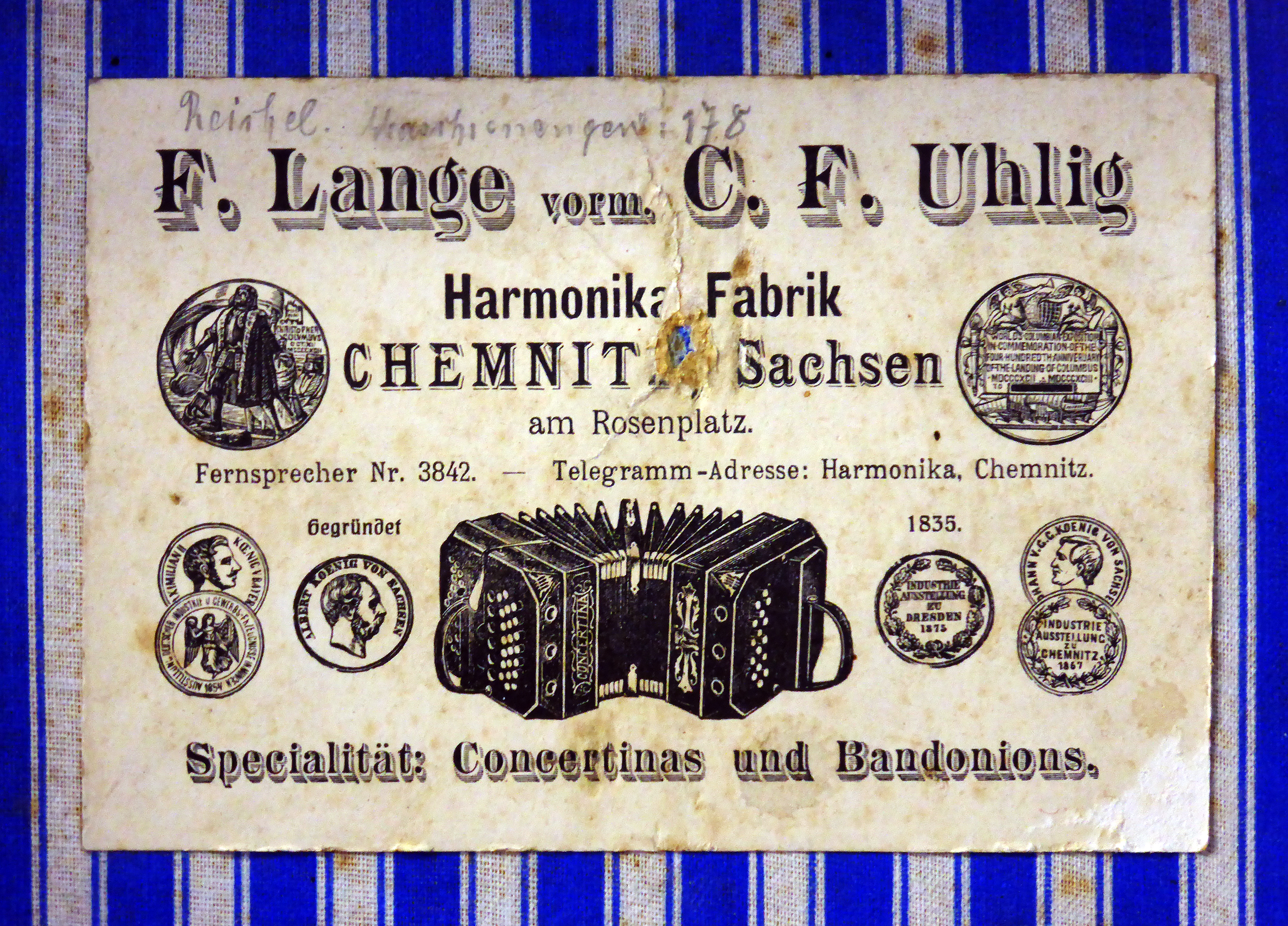
ウーリッヒのラベル。初期型のバンドネオンが描かれている。綴りはまだBandonionである。
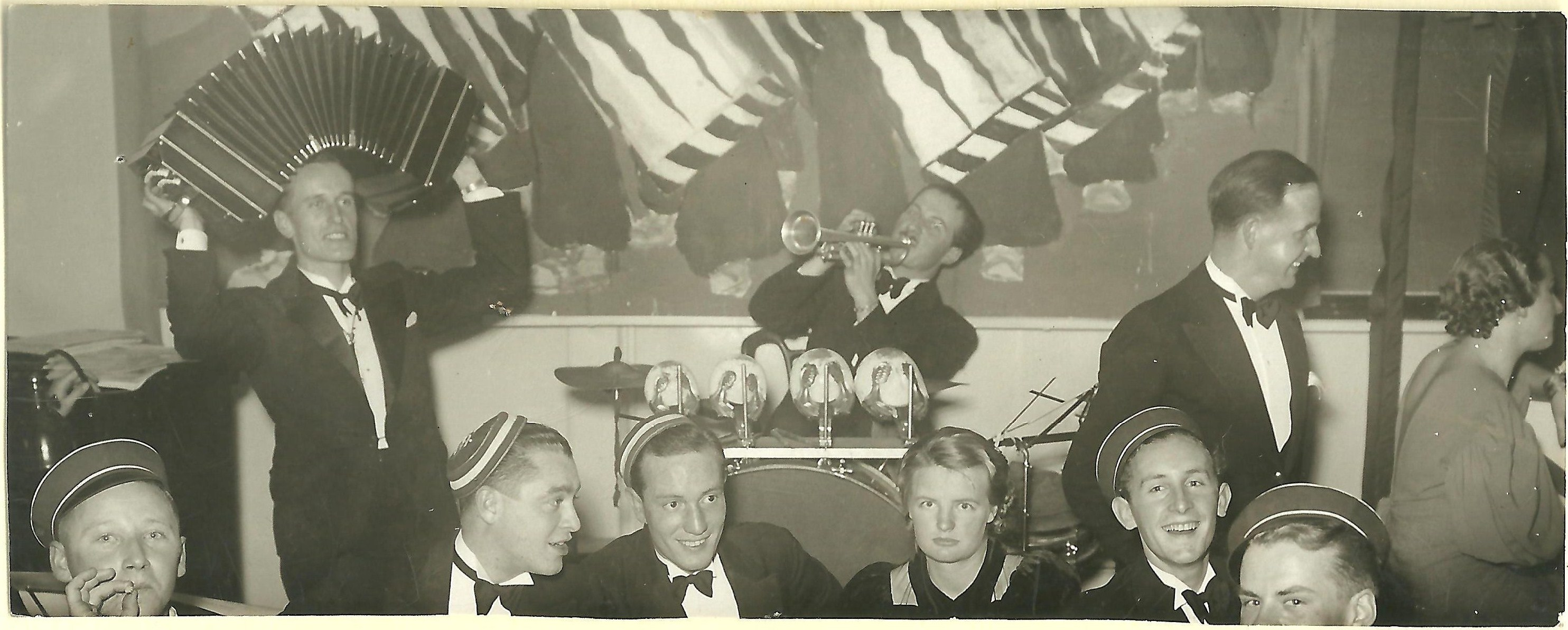
バンドネオンを頭上に持ちあげ笑顔で弾くハンス・マーティン・ズーターマイスター(スイス)。本来のバンドネオンは顔の表情も奏法も自由な楽器であった。

#### アルゼンチン

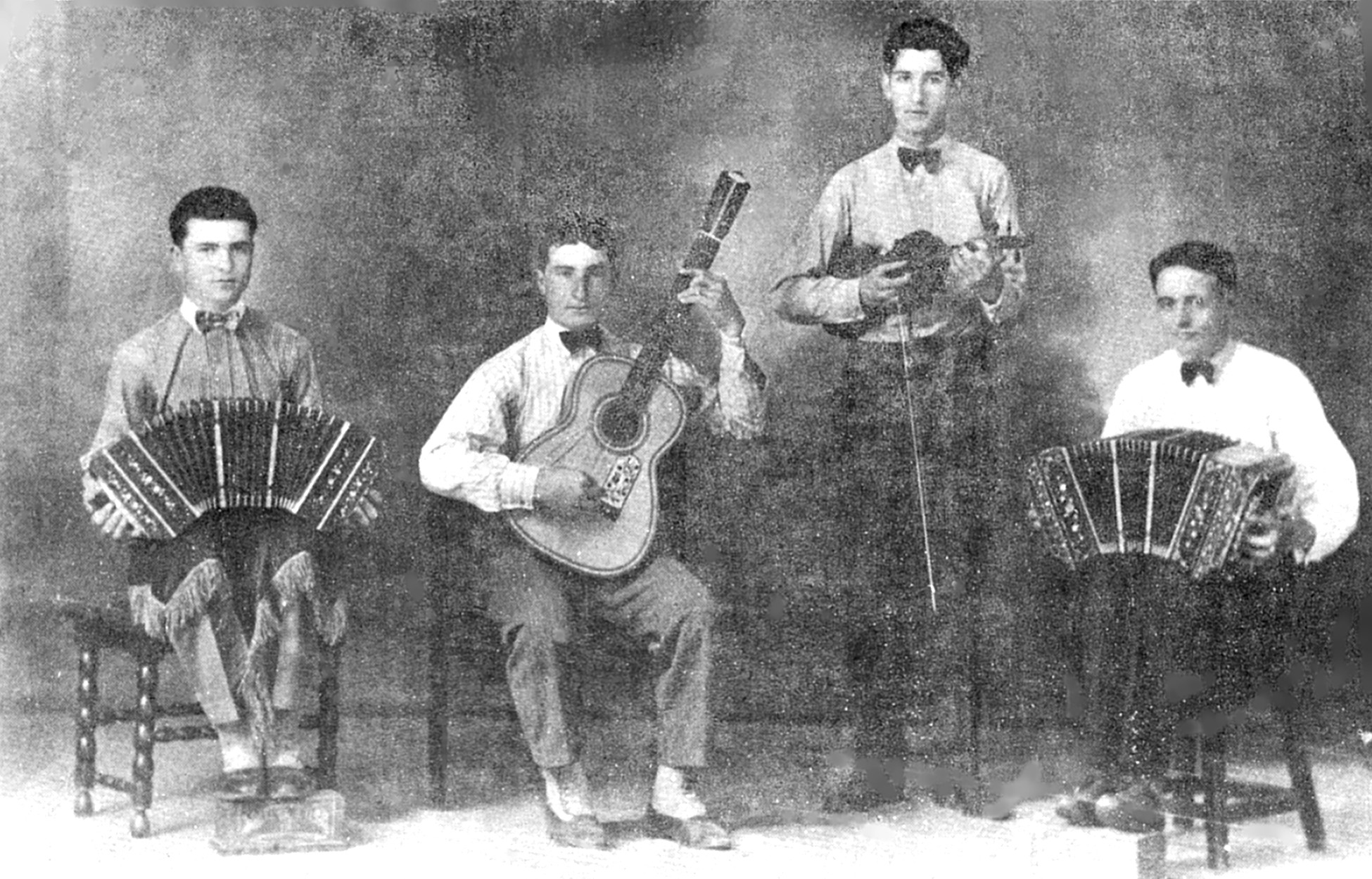
1929年の写真。バンドネオン、バイオリン、ギター。現代のバンド編成では、ギターの代わりにピアノやコントラバスが加わることが多い。

今日、バンドネオンと言えばアルゼンチン・タンゴの伴奏楽器というイメージが強いが、この楽器がドイツからアルゼンチンへ移入された経緯や時期については諸説紛々として明確ではない。最大公約数的な説明としては、1890年ごろにアルゼンチンに持ち込まれ(1880年代、アフリカ系アルゼンチン人のセバスティアン・パルドがタンゴで用いたとする文献もある)、1900年ごろからタンゴの楽器として使われ始め、1910年ごろにはタンゴに欠かせない楽器になっていた、ということである。
アルゼンチンのタンゴ楽団は、最初はギター・フルート・ヴァイオリンという編成であり、バンドネオンの応用が徐々に広まったものの、しばらくバンドネオンなしが主流だった。20世紀になり、ドイツから大量のバンドネオンが輸出され、タンゴでよく用いられる楽器となった。
バンドネオンの使用で、「タンゴ」の音楽の性質は大きく変化した。フルート時代のタンゴは人々がひたすら歌い踊り生活の憂さを忘れようとするものだったが、バンドネオンのタンゴは人生や恋の苦しみを吐露して悲しみをつのらせたり慰めを求めるものになった。バンドネオンのせつない音色は心の痛みを表現するのにうってつけであった。
バンドネオンは長いあいだタンゴの伴奏楽器であったが、バンドネオン奏者で作曲家でもあったアストル・ピアソラはダンスから独立した純粋器楽としてのバンドネオンの可能性を追求した。当初、ピアソラのバンドネオンは不評であったが、1995年にギドン・クレーメルがピアソラをオマージュしたCDを発表したことで評価は一変し、バンドネオンはタンゴファンのみならず、世界中のクラシックファンのあいだでも見直されるようになった。

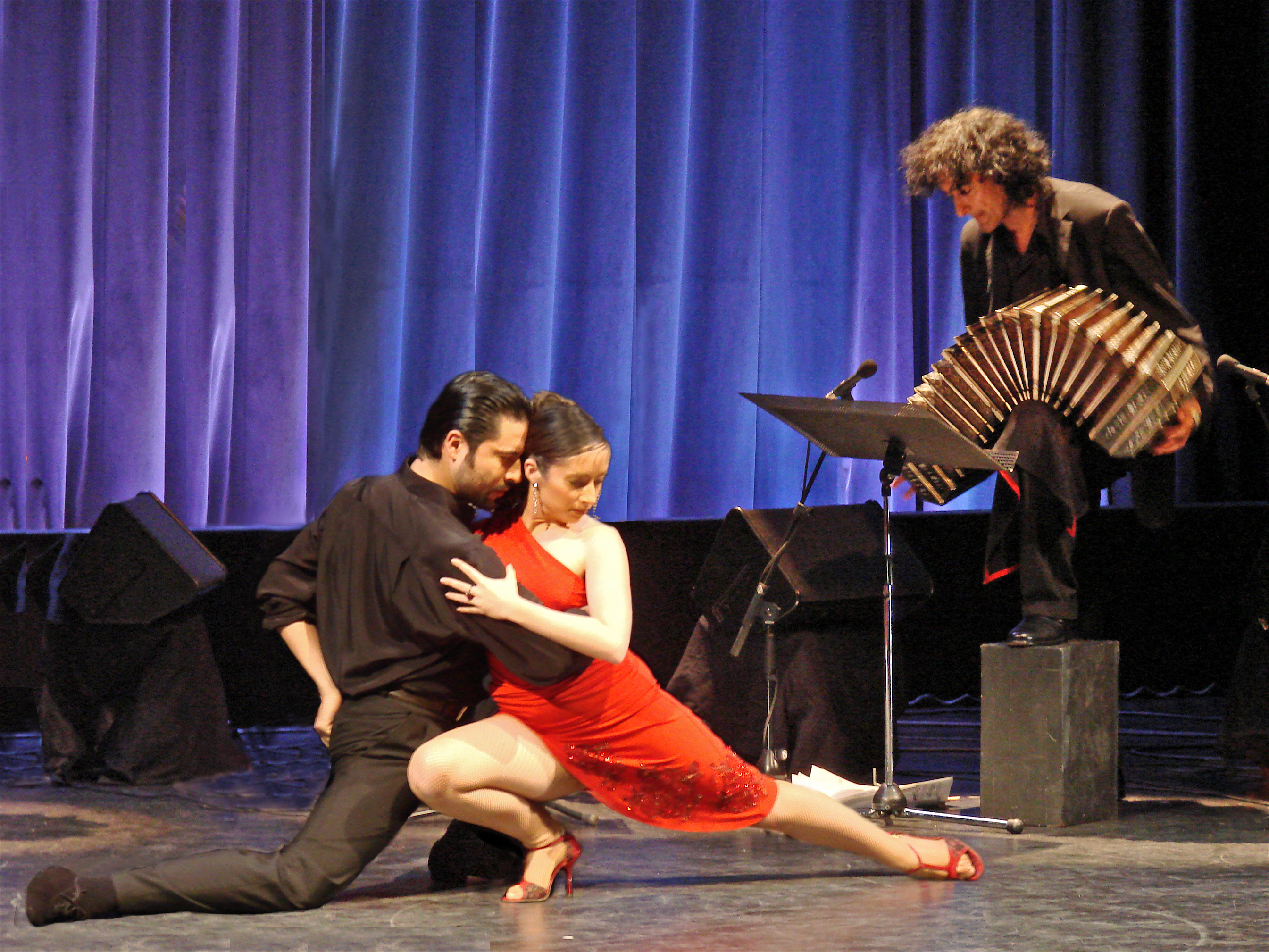
アルゼンチン出身で1991年からはパリで活動するヒルベルト・ペレイラ氏(Gilberto Pereyra)によるタンゴの伴奏。
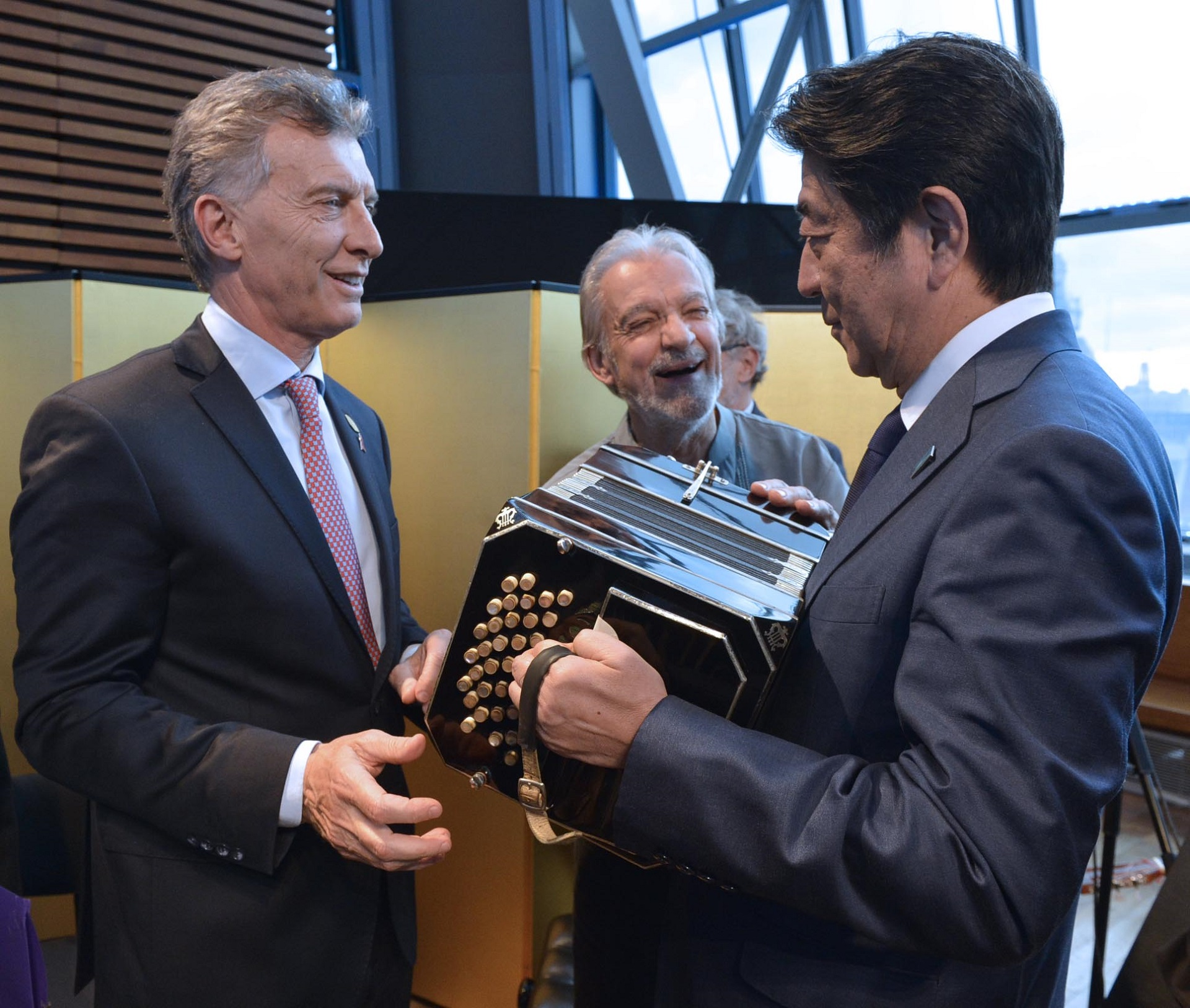
バンドネオンを持つ安倍晋三首相と談笑するマウリシオ・マクリ大統領。
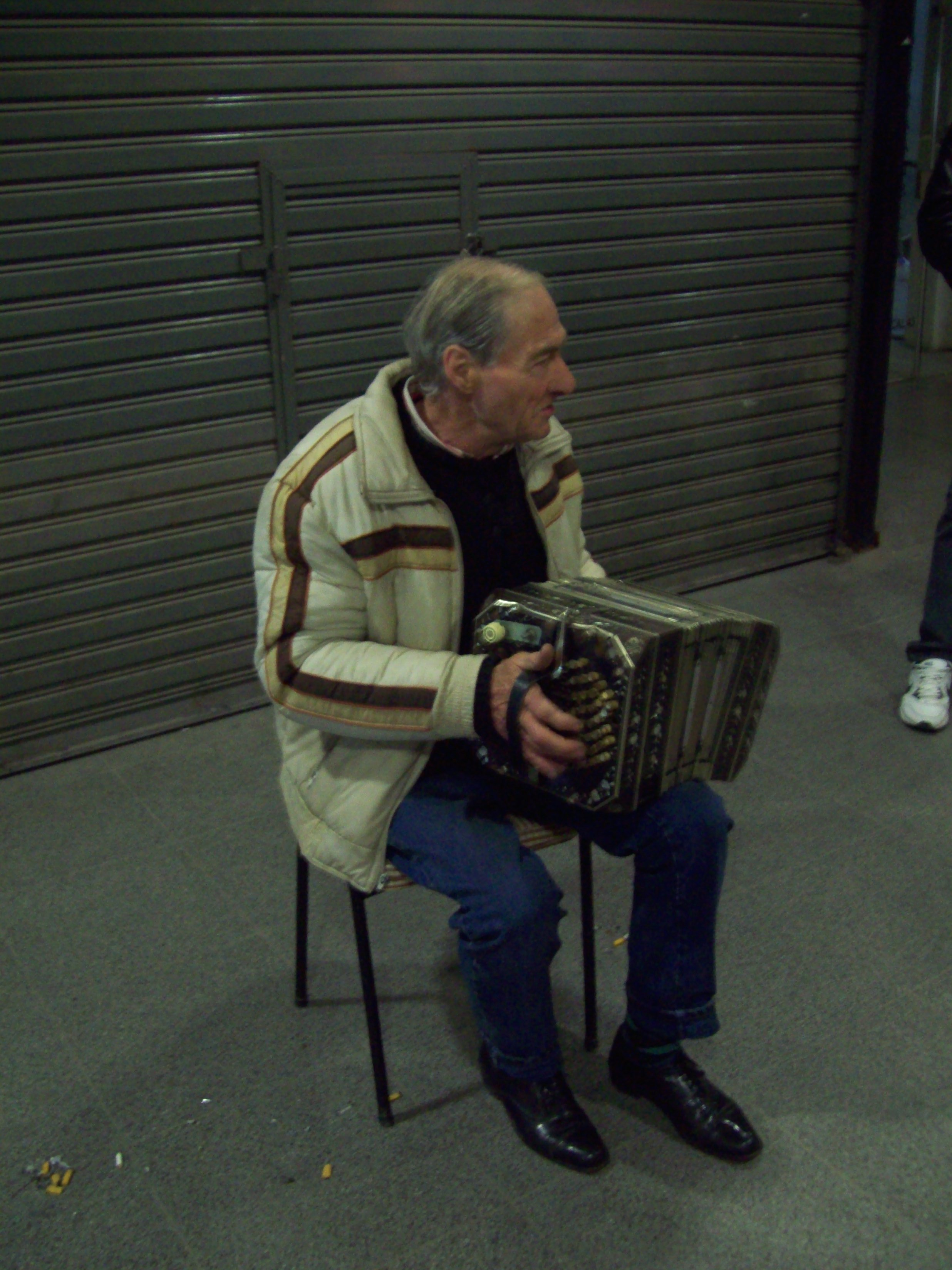
ブエノスアイレスのコンスティトゥシオン駅での路上演奏。

#### 日本
日本にバンドネオンが初めて渡来した時期は不明である。板東俘虜収容所(1917年-1920年)のドイツ兵捕虜の楽隊の写真には中型のバンドネオンが映っている(小松2021,p.214)。
タンゴの伴奏楽器として、クロマティック式とダイアトニック式の両方が伝わった。日本人のプロ奏者の活躍は昭和期からで、オルケスタ・ティピカ東京のバンド・リーダー早川真平(1914年 - 1984年)、16歳でバンドネオンを始め晩年まで演奏活動を続けた佐川峯(1919年 - 2018年3月6日)、タンゴの本場アルゼンチンで認められ現地のタンゴ楽団代表にまでなった米山義則(1955年 - 2006年)などが有名。その後のプロ奏者については「日本の主なバンドネオン奏者」を参照。
戦前の日本のタンゴ演奏者にとって、中国の上海や大連などが好景気の稼ぎ場だった。当時、ドイツのAA社はフランス向けにクロマティック式バンドネオンを作ったが、思いのほか売れなかった。楽器商はそれを上海、天津、奉天、香港などで売りさばいた。このため日本の古い世代のバンドネオン奏者は、戦前から戦後にかけて、少数の例外を除きクロマティック派であった。ただしクロマティック式の音色は、楽器の構造上、アルゼンチン・タンゴのバンドネオンの音色とどうしても違う。そのため日本人のクロマティック式バンドネオン奏者で、ディアトニック式バンドネオンへの転向という回り道を余技なくされる者もいた(小松2021,pp.417-421)。
比較的早くから国産品が普及したアコーディオンと違い、バンドネオンの国産品はない(日本国内でレストアした中古品は多い)。日本でもタンゴ以外の音楽でバンドネオンが使われる場面は増えつつあるが、今もタンゴの伴奏楽器というイメージが強い。また奏法の難しさもあり、日本での演奏者人口はピアノやギターなどと比べると今も少なく「絶滅危惧楽器」と揶揄されることもある。とは言え、バンドネオンの音色は根強い人気があり、バンドネオンのプロ奏者や学習者は今も一定数存在している。

### 使用される音楽のジャンル
サンバやミロンガなどのフォルクローレで使われることもあり、アルゼンチンのご当地ワルツたるバルス・タンゴのバンドネオン入りのレコード録音も、フランシスコ・カナロ作曲の 「黄金の心」 などで聴ける。
また、バンドネオン独奏にこだわる演奏家もいる。映画『サンチャゴに雨が降る』でのアストル・ピアソラのバンドネオン独奏の録音は有名である。
日本の叙情歌を演奏したレコードやアニメソングを収録したCDもあり、武満徹作曲の作品にバンドネオンが使われるものがある。また、バッハなどのクラシック音楽の曲を演奏する演奏家もいる。

## ボタン配列の各方式
蛇腹楽器の常として、バンドネオンもモデルによってボタン配列の方式が全く異なるため、楽器の購入や習得にあたっては注意を要する。主な方式は以下の通りである。
- 押引異音式(「ダイアトニック」「バイソニック」とも)
  - アインハイツ(Einheit)式配列
  - ライニッシュ(Rheinische)式配列
- 押引同音式(「クロマティック」「ユニソニック」とも)
  - ペギュリ式(Peguri System)配列
  - クセロー式(Kusserow System)配列
  - マノーリ式(Manouri System)配列

上記以外にも、プロ奏者が楽器職人に特注して一部のボタン鍵の音高を変えたり、ボタン鍵を増やしたバンドネオンもある。ピアノ式鍵盤と同様のボタン鍵配列を採用した機種や、もはやバンドネオンとは言えない変わった設計の機種も存在し、まれに中古品市場で出回ることもある。
蛇腹楽器の常として、バンドネオンも、さまざまな鍵盤配列方式が考案されて乱立し、それぞれの方式は特定の音楽ジャンルと結びつくなどして、いまだ統一されていない。最も規則的で合理的なヴイッキ・ヘイデン式鍵盤配列(押引同音)はまったく普及せず、逆に、規則はずれが多く非合理的なライニッシュ式配列がアルゼンチンを中心に広く世界に普及している。
バンドネオンを含む蛇腹楽器の演奏技術は、鍵盤配列の不規則性を逆手に取って生かしたものも少なくない。また現行の鍵盤配列は、演奏者が現地の個性的な音楽を演奏しやすいよう、規則はずれのボタン鍵を追加するなど、試行錯誤の歴史の積み重ねの末に確立したものである。鍵盤配列の各方式の優劣や適否は、机上の合理性のみで判断できるものではない。
小松亮太によれば、バンドネオンはもともと発明国のドイツでは「買ったその日にすぐ弾ける」ほど簡単で便利な楽器であり、ドイツ人がバンドネオンで楽しんでいた音楽はかなり単純だったのでそれで良かったこと、アルゼンチン人がドイツから輸入したバンドネオンでタンゴの複雑な音楽を演奏するようになってもバンドネオンのボタン配列の不規則性は解消されなかったが、この不規則性こそがバンドネオン特有の音色の要(かなめ)として絡んでくること、を述べている(小松2021,pp105-107)。

### アインハイツ式(押引異音)
アインハイツ(ドイツ語で「統一」の意)式は72ボタン(左 35、右 37)144音(144 voces)が基本で、発明国ドイツおよびヨーロッパ諸国ではこれが標準仕様である。

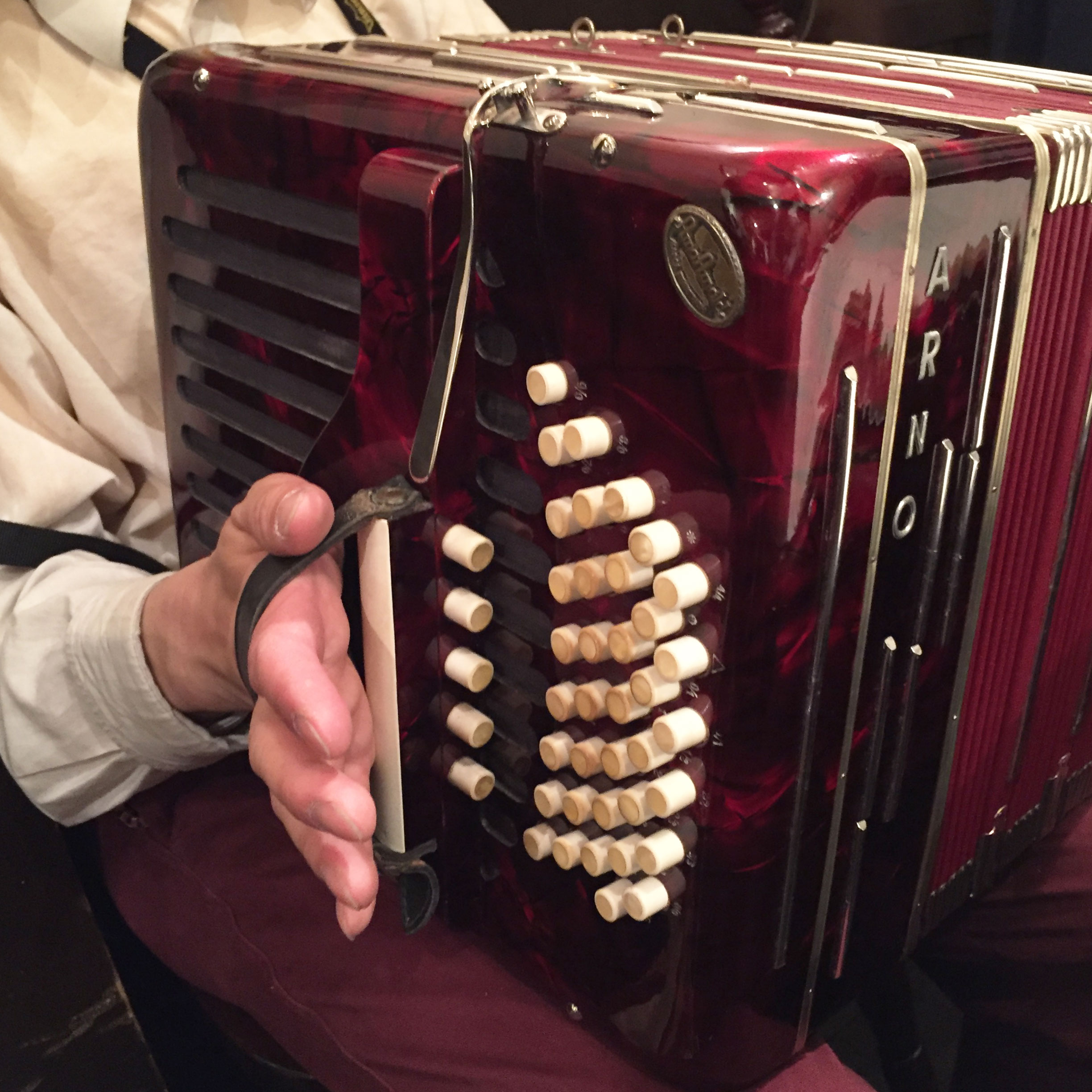
アルノ・アーノルド(「製造元」の項を参照)製の、アインハイツ式配列のバンドネオン。掌台には音色切り替えスイッチが5個ついている。
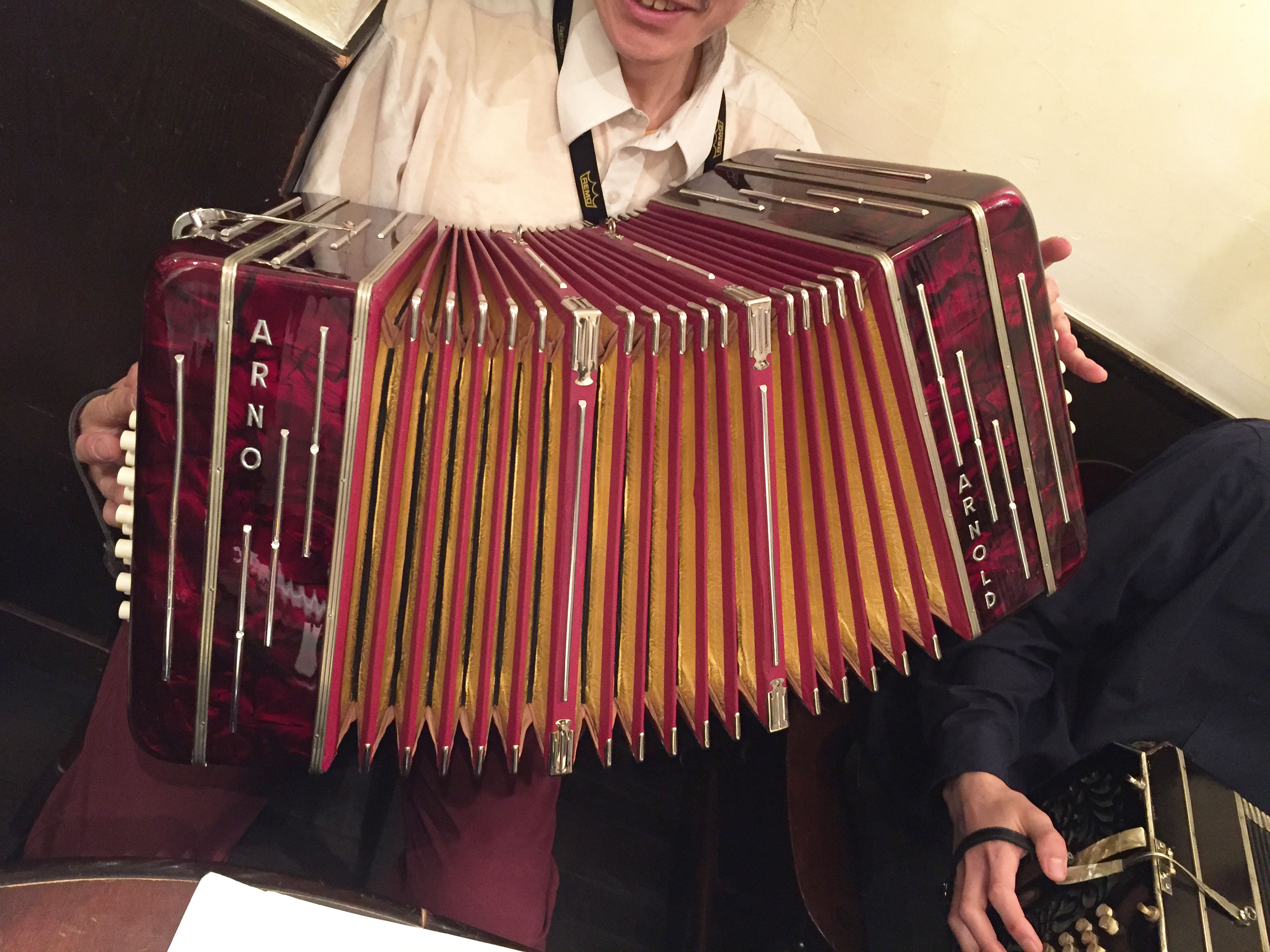
同・中央部。右下に映っている通常サイズの黒いバンドネオン(ライニッシュ式)に比べると、この機種は二回りほども大きい。
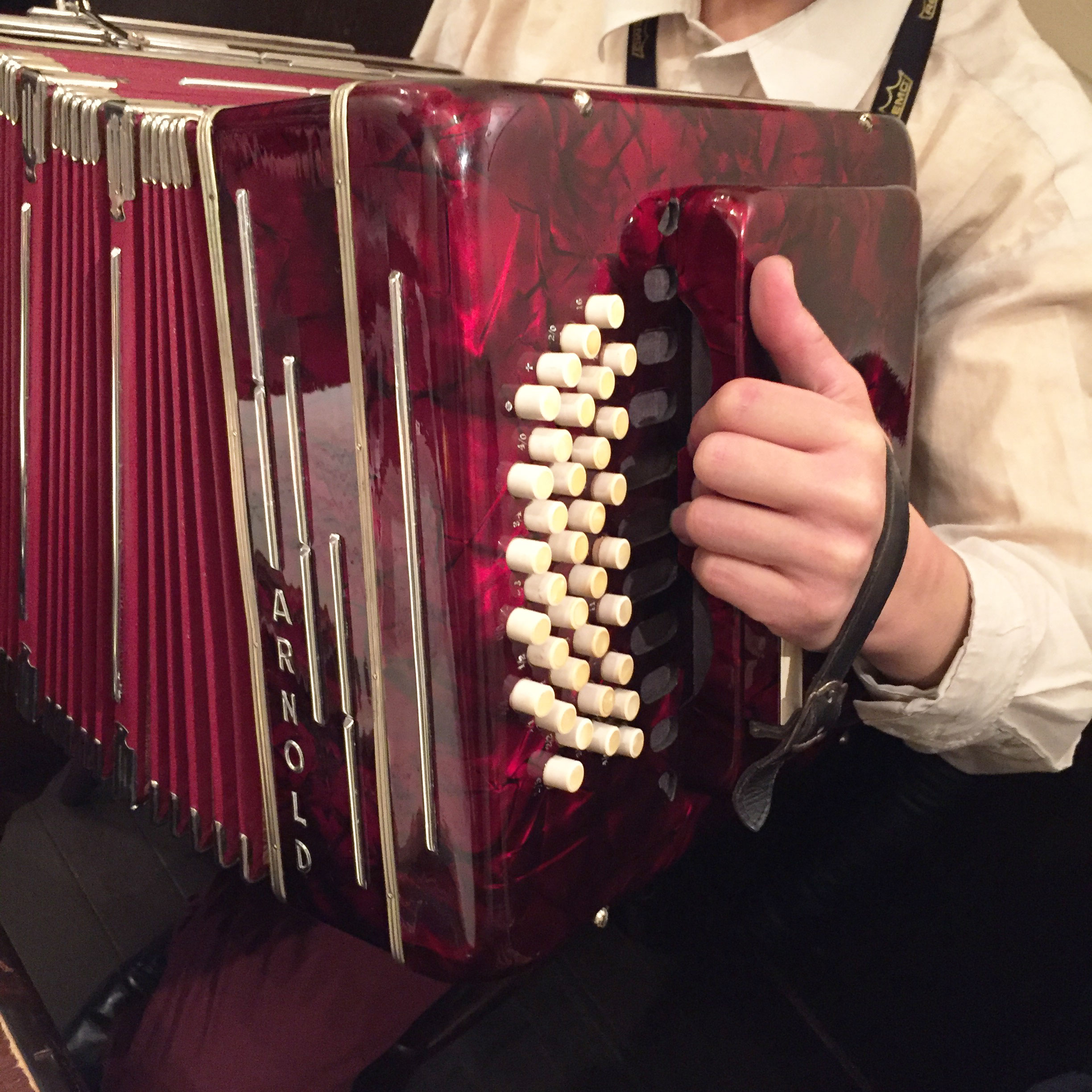
同・左手。ボタンの並びかたの形がライニッシュ式と微妙に違うことに注意。

### ライニッシュ式(押引異音)

ライニッシュ式配列。各ボタンごとに、上半分には蛇腹を引っ張った時に出る音の高さ、下半分には蛇腹を押した時に出る音の高さが書いてある。

日本語では「ライン式」とも言う。71ボタン(左 33、右 38)142音(142 voces)が基本で、タンゴの本場アルゼンチンではこの方式のボタン配列が標準仕様である。
20世紀前半、アルゼンチンのバンドネオン奏者たちは、ドイツのメーカーに新品を発注する際、タンゴを弾きやすいようボタン鍵の増設を特注した。タンゴ形成の発展途上の試行錯誤の積み重ねから生まれたのが、ライニッシュ式配列である。ライニッシュ式配列の中央のボタン配列はドイツ本国のアインハイツ式とよく似ている。隣同士の特定のボタンを同時に押すと、ダイアトニック・コンサーティーナあるいはアコーディオンの左手と同じように、和音が鳴るようになっている。しかし、周辺部の音階配置は、アルゼンチンの奏者からのオーダーに応じてその都度増設を繰り返したという歴史的な経緯もあり、ほぼ不規則である。
アルゼンチン・タンゴの象徴的な楽器であるライニッシュ式バンドネオンは、習得が非常に難しいことから「悪魔が発明した楽器」とも呼ばれる。ただし小松亮太は「演奏の巧拙はともかく、バンドネオンのボタン配列を記憶すること自体は特別な才能を要することではない」と反論したうえで、自分は「悪魔の楽器」云々は「自分の商売道具に勿体をつけているようで、どうも僕には人前で口にする勇気がない」と述べている(小松2021,pp.101-103)。
タンゴの独特の音楽性は、複雑な構造を持つバンドネオンの運指、吸気リズムを自然に活かした演奏技術との相互発展の産物であり、単純に合理性で解釈できるものではない。
小松亮太によれば、ライニッシュ式バンドネオンであることは、アルゼンチン・タンゴのバンドネオンであることの必要条件ではあっても、十分条件ではない。(1)ボタン数は右手38個、左手33個ていどのライニッシュ式、(2)ボタンの音階配列が不規則で押し引き異音式、(3)通称AA社または通称ELA社の製品、(4)およそ1920年代から第二次世界大戦前までに(3)のメーカーがアルゼンチンへの輸出用に製造した仕様である、という4つの条件のうちの1つでも逸脱した楽器は、アルゼンチン・タンゴでのバンドネオンと違う音色であると述べる(小松2021,p.110)。

### ペギュリ式(押引同音)
バンドネオンのボタン配列を、ヨーロッパで普及しているクロマティック・ボタン・アコーディオンのCシステム(イタリア式配列)にあわせて並べ変えた方式で、73ボタン(左 33、右40)、146音が基本。1925年にフランスのアコーディオン奏者 Charles Peguriが考案した。
配列は規則的なので、習得は比較的容易である。日本のタンゴ楽団も含め、アルゼンチン以外のタンゴ楽団で広く使用されてきた。ただし日本でも、1950年代ぐらいからアルゼンチン本国と同様のライニッシュ式バンドネオンの使用が広まり、今日に至っている。

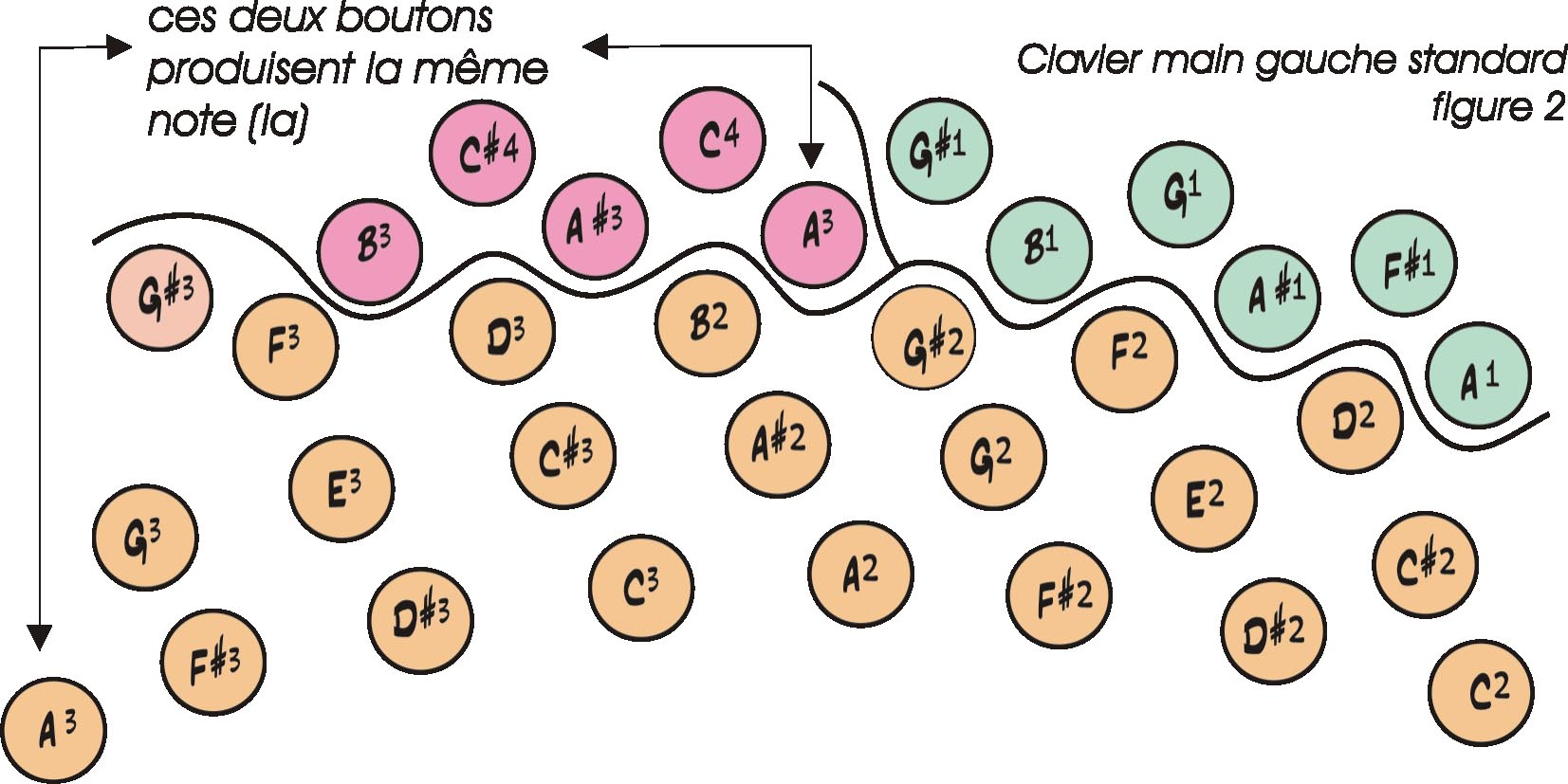
左手側のボタン配列
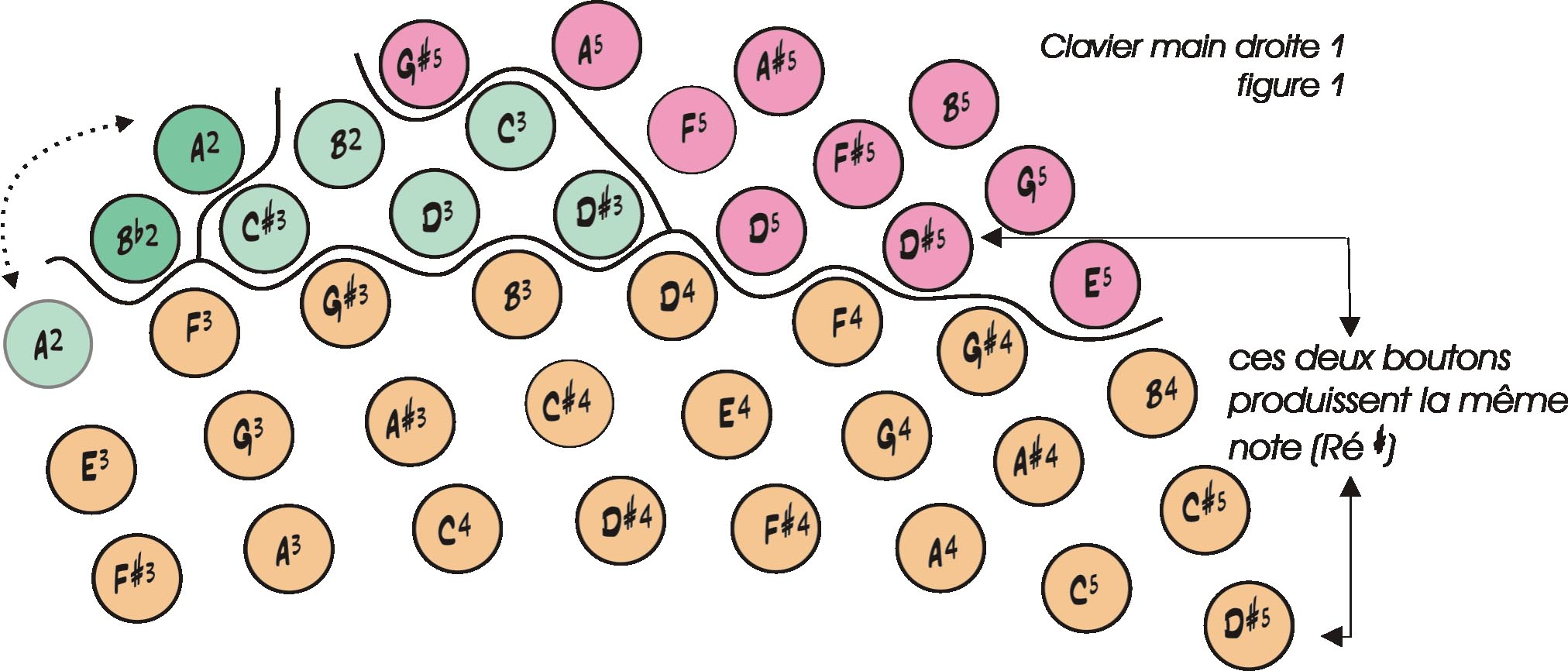
右手側のボタン配列

### ヴィッキ・ヘイデン式(押引同音)

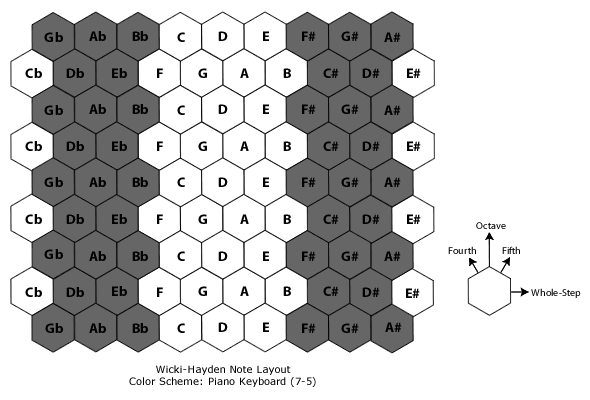
ヴィッキ・ヘイデン式鍵盤配列の概念図を、ピアノの白鍵と黒鍵に準じて便宜的に色分けした図。それぞれのボタン鍵どうしの音程は、右横は長2度、右上は完全5度、左上は完全4度、真上は完全8度(オクターブ)、と完全に規則的である。

ヴィッキ式配列は、カスパー・ヴィッキ(Kasper Wicki)がバンドネオンのために考案した鍵盤配列で、1896年にスイスで特許を取得した。これとは別個に、コンサーティーナ奏者のブライアン・ヘイデン(Brian Hayden)も同様のコンセプトの鍵盤配列を考案し、1986年に特許を取得したので、今日では両者をあわせて「ヴィッキ・ヘイデン式鍵盤配列」と呼ばれる。
鍵盤の並び方は規則的で覚えやすく、運指も合理的であったが、バンドネオンの鍵盤配列としては普及しなかった。ヘイデン式デュエット・コンサーティーナや、新開発の一部の電子楽器の鍵盤配列に採用されているだけである。

## 演奏法
蛇腹を引いたときの方が音が響く。蛇腹によく共鳴するためだと言われる。従って、バンドネオン奏者は蛇腹を引く音を多用し、蛇腹を引いて演奏しては空気抜きレバーを押しながら蛇腹を戻す、ということを繰り返すことが多い。特に、タンゴの鋭いスタッカートは、膝を使いながら蛇腹を瞬時に引くことによって出される。
標準的なバンドネオンの演奏としては、座ってバンドネオンを膝に置いて弾くのがごく一般的であるが、アストル・ピアソラは立ち膝で演奏することもあった。伝統的な演奏法は両足を閉じて弾くスタイルであり
、1920年代の細身の音色はこの奏法でしか出すことができない。現代の奏法は、楽器を片足のみに載せて弾くため、分厚く大きな音量が出るので、グランドピアノの蓋を全開にした音量とも互角で張り合える。
初期のオルケスタ・ティピカはコントラバスとバイオリンが全て立奏の後列、バンドネオン5人がぎっしり隙間なく詰められて横に座り、ピアノがダンススポット袖近くの左というのが一般的であった。上下関係も厳しく、バンドネオン第1が一番偉くマスターに近い。

## 製造元
バンドネオンの製造は今も昔も、職人が経営する工房で家内制手工業的に行われることが多い。オートメーション化が難しい職人の手仕事が多く必要である上、演奏人口もギターやピアノ、バイオリンなどに比べれば少ないため、大規模な楽器工場での大量生産には向いていない。そのため、高名な製造元であっても、職人の名人芸の技術継承がうまくゆかなかったり、諸般の事情で廃業することもある。逆に、バンドネオンの製造を新規に始める職人や工房も存在する。
製作元については、第二次世界大戦前のドイツのアルフレッド・アーノルド(アルフレート・アルノルト)社製のバンドネオンにこだわる演奏家が今もかなり多い。同社は1911年にザクセン王国（現ザクセン州）南部のカールスフェルトに設立されたが、第二次世界大戦後の1948年に収用により消滅した。同社が製作したバンドネオンの評価は今も非常に高く、楽器市場では今も高価なビンテージ・モデルとして流通している。

アルフレッド・アーノルド社製のバンドネオンは、「AA」の商標からはドブレ・アー（Doble A）とも呼ばれている。ちなみに、戦後の東ドイツのクリンゲンタールで作られた「AA」ブランドのバンドネオンや、アルフレッドの甥でイニシャルは同じくA.Aになるアルノ・アーノルドが戦後に製造したバンドネオンは、アルフレッド・アーノルドのバンドネオンとは全く別物なので、要注意である。下記の写真を参照のこと。
1861年に同じカールスフェルトで設立されたELA社、すなわちエルンスト・ルイス・アルノルト（Ernst Louis Arnold）社のバンドネオンも、演奏に用いられる。ELAブランドとして知られている。ちなみに、エルンスト・ルイス・アルノルトの妻は、ドイツ式コンサーティーナの発明者カール・フリードリヒ・ウーリヒの娘であり、この夫婦のあいだに生まれた三男がアルフレッド・アーノルドである。。
同じくザクセンのクリンゲンタールに所在するマイネル&ヘロルト（Meinel & Herold）社製造のバンドネオンを、レオポルド・フェデリコは愛用している。3Bブランド(Tres B)で知られている。クリンゲンタールにはいくつかのバンドネオン・メーカー、博物館がある。
アコーディオン・メーカーで知られるホーナー社も、バンドネオンを製造していた。また、ベルリンのプレミア（Premier）社も、新品のバンドネオンを製造している。その他、製造元が10社ぐらいある。
バンドネオンについては、新しい楽器よりも、古くても調律・メンテナンスがしっかりしたものが演奏家から選ばれる傾向にある。ただし、ライブ中の故障、タンゴ演奏家・聴衆の高齢化という問題が大きく、近年はAAレプリカといった機種を再生産する方向へ変わっている。

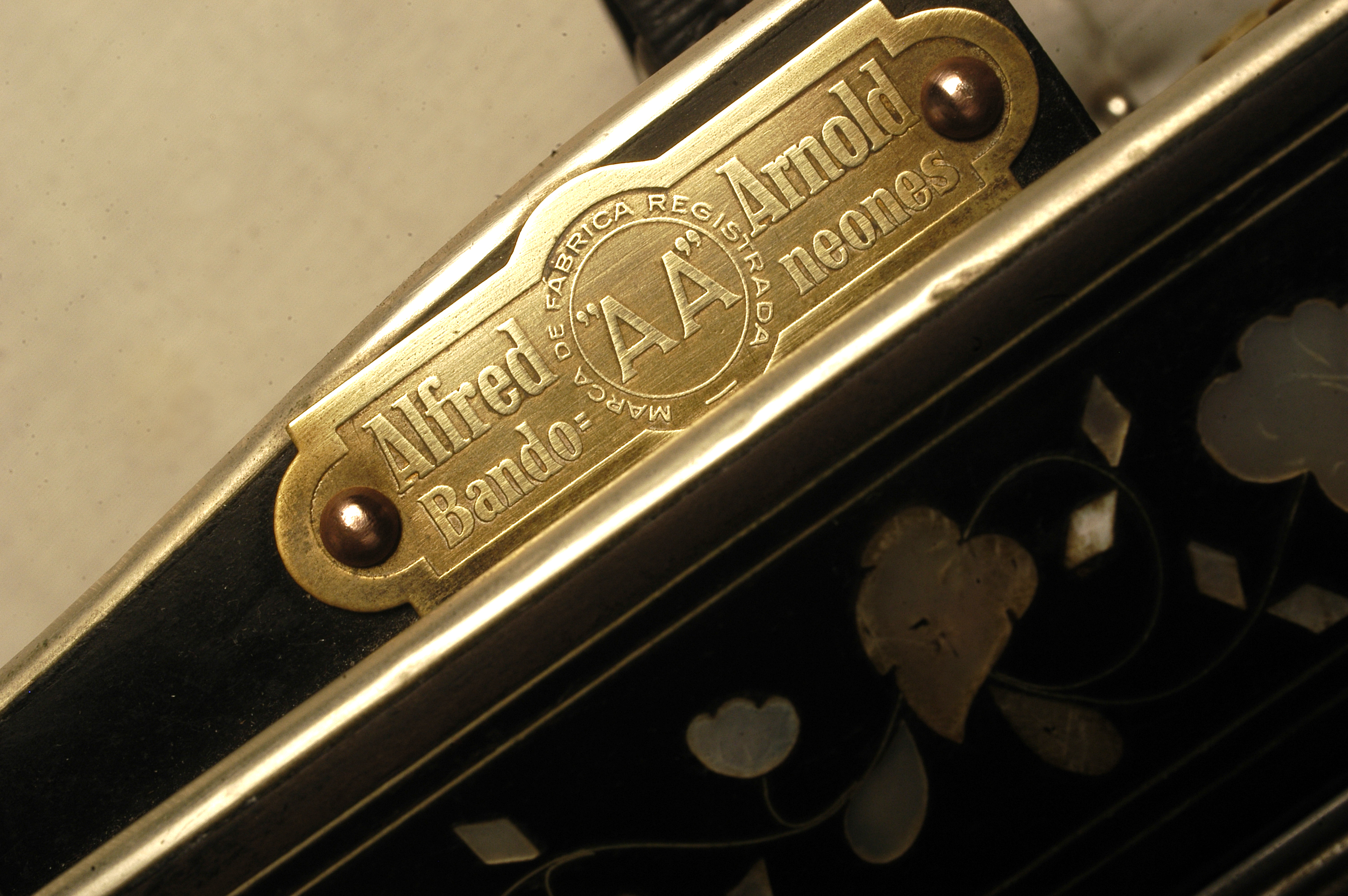
アルフレッド・アーノルドのバンドネオンの「AA印」。2つのAは離れている。戦後の東ドイツの「AA印」との違いに注意。
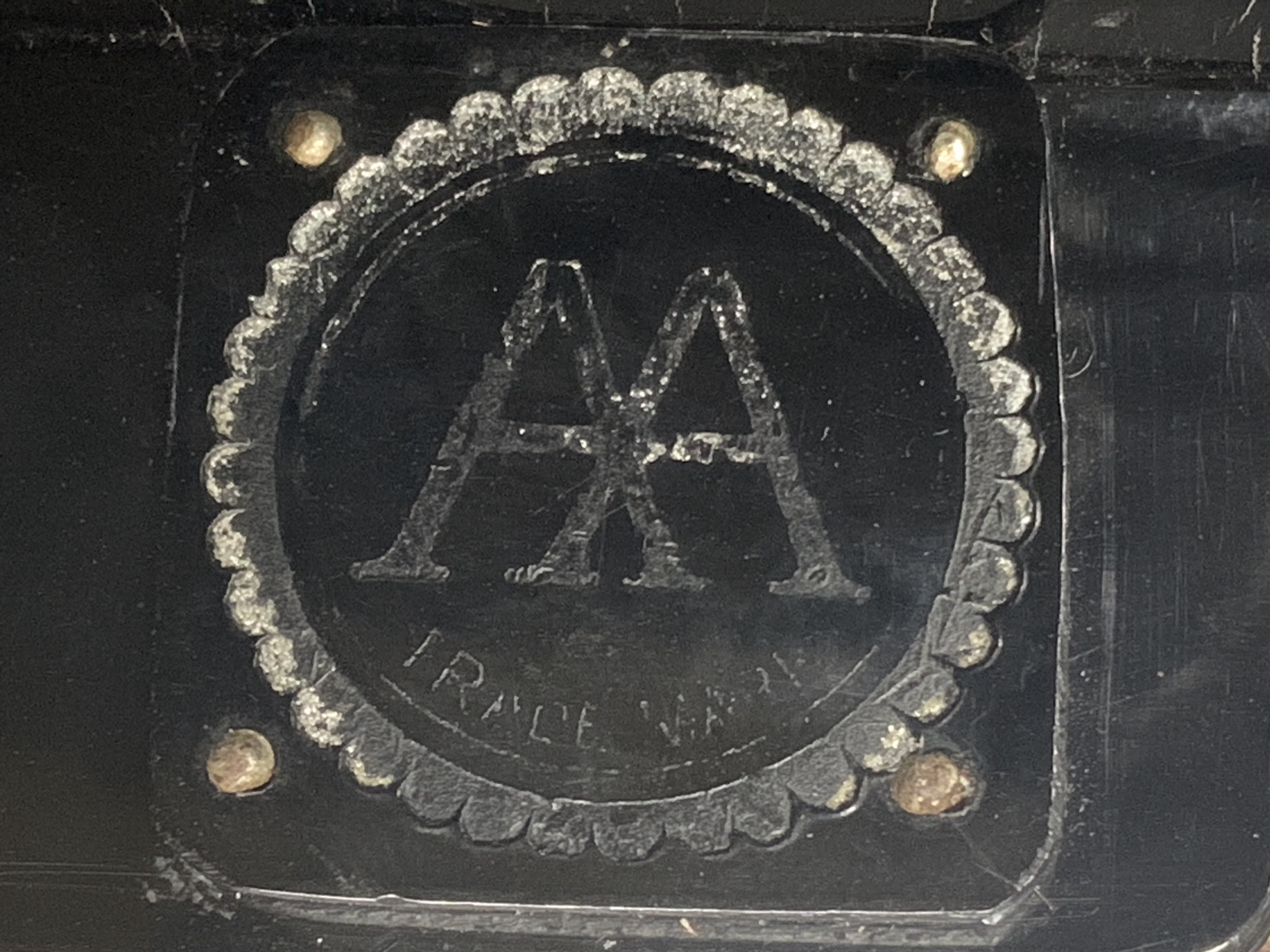
旧東ドイツのクリンゲンタール(Klingenthal)で作られたバンドネオンの「AA」商標。アルフレッド・アーノルドではない。2つのAが重なっていることに注意。谷口楽器にて撮影。
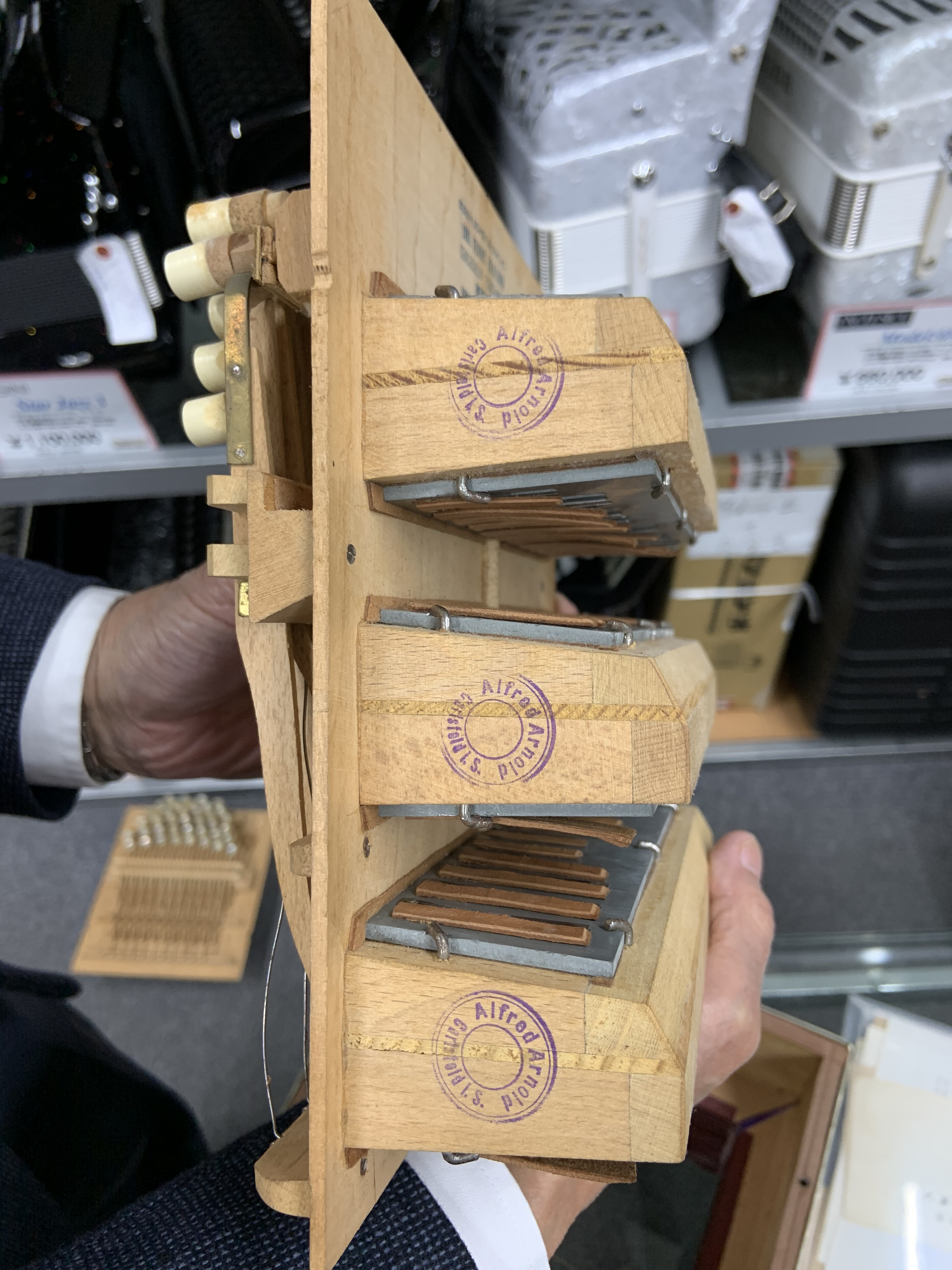
バンドオネンの中身にスタンプされた、アルフレッド・アーノルドの商標。生産地の地名カールスフェルトも明記してある。谷口楽器にて撮影。
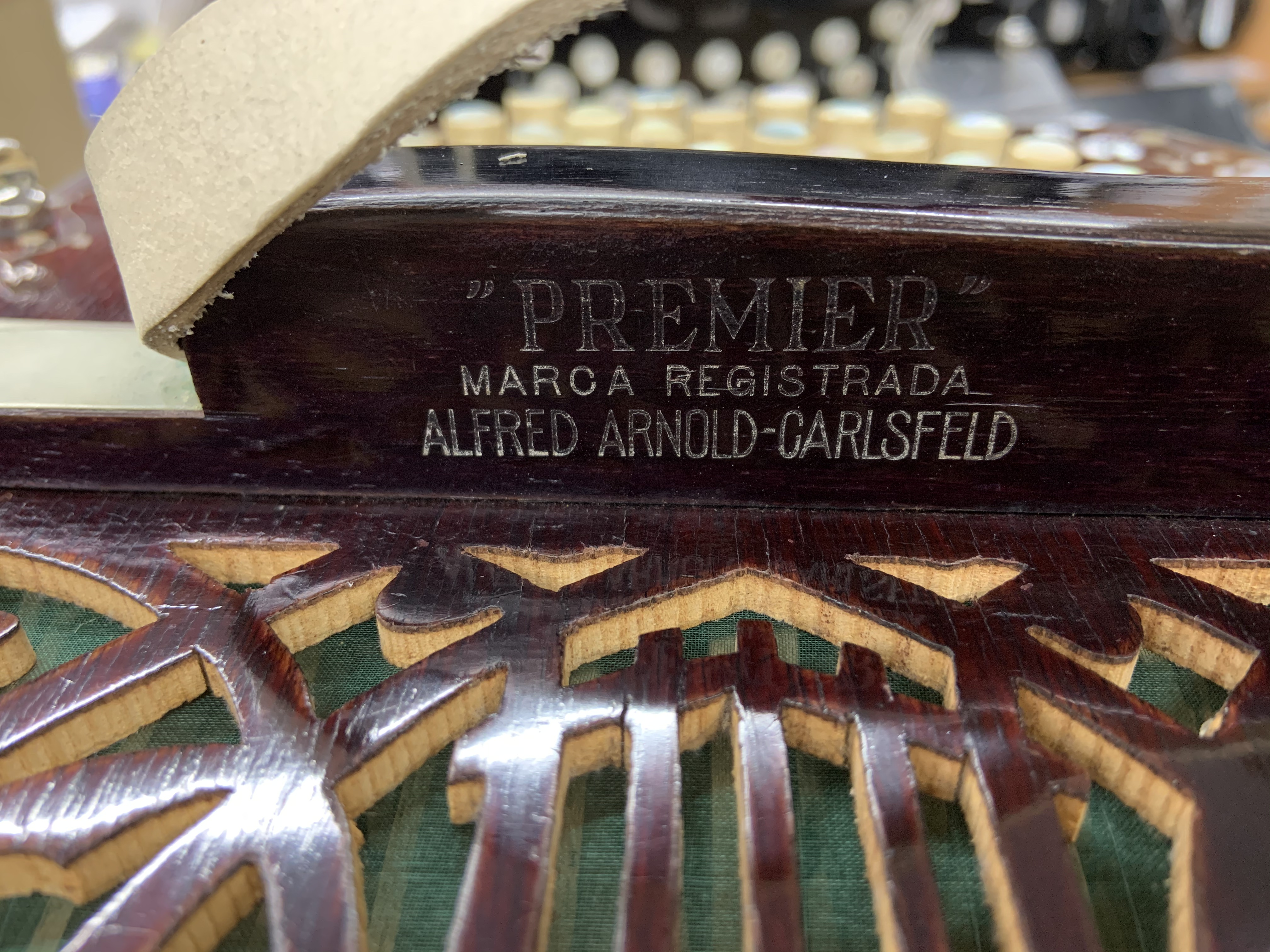
アルフレッド・アーノルドのバンドネオン本体の刻印。生産地の地名カールスフェルトも明記してある。谷口楽器にて撮影。
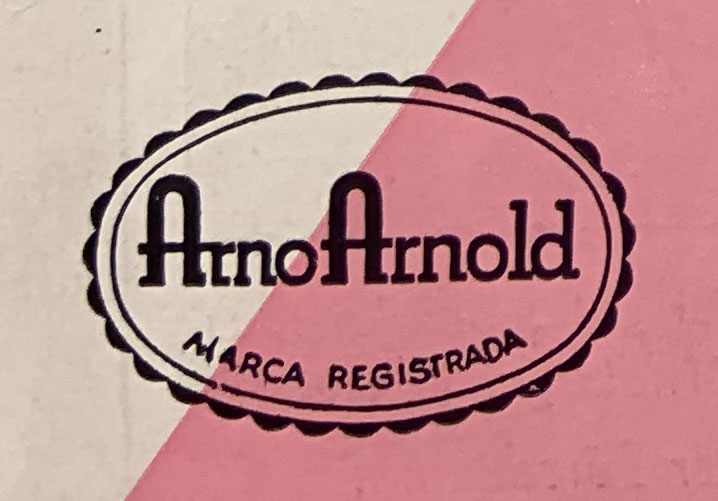
アルフレッド・アーノルドの甥でバンドネオン製造業者のアルノ・アーノルド(Arno Arnold, 1893年-1970年)の商標。谷口楽器にて撮影。
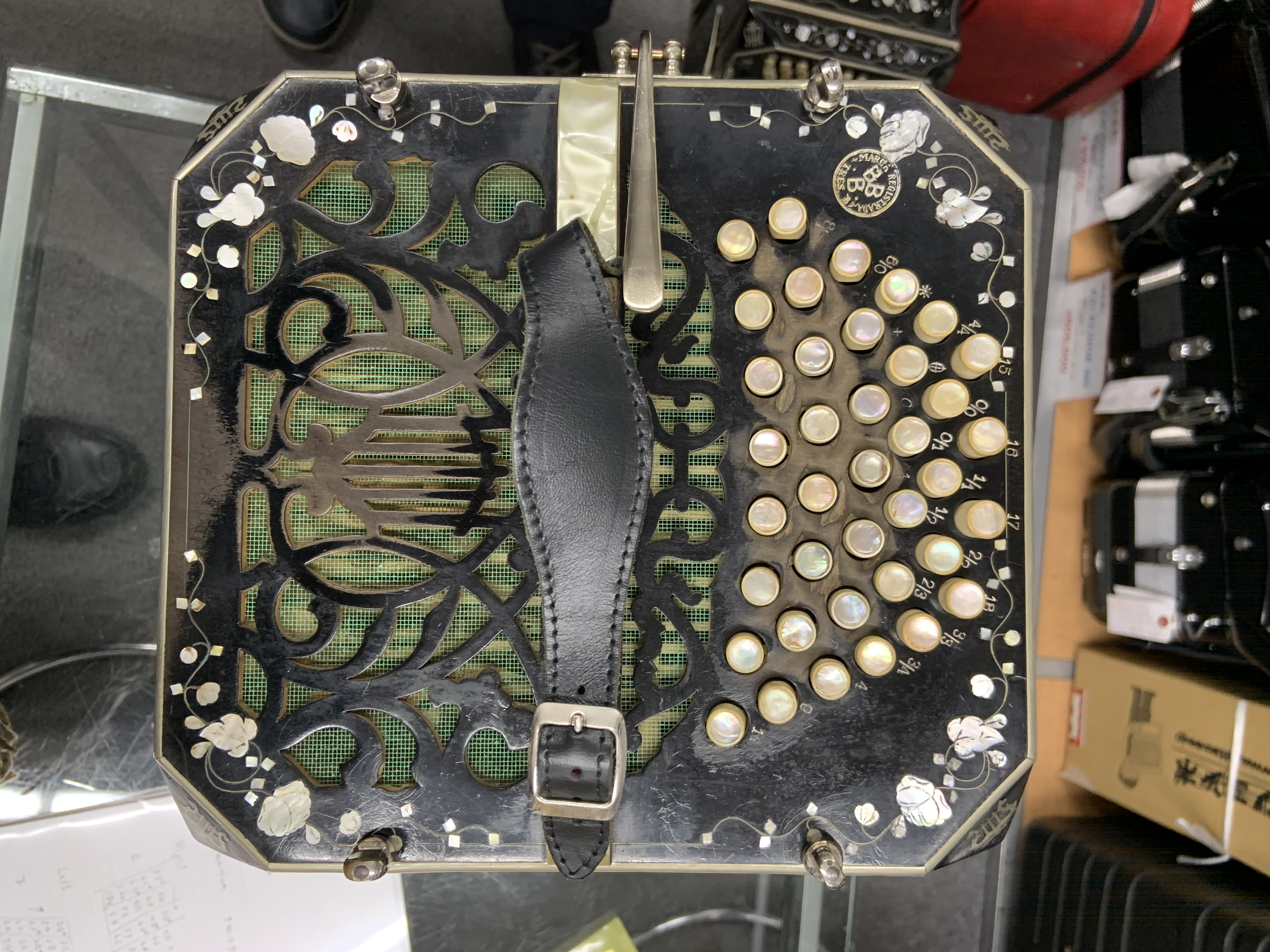
3Bブランド(マイネル&ヘロルト)のバンドネオン。筐体(きょうたい)の隅に記された3つのBの商標に注意。谷口楽器にて撮影。

### 製造元メーカー
今も中古品市場で製品がよく出回っているメーカー。
- アルフレッド・アーノルド(アルフレート・アルノルト（ドイツ語版）) (Alfred Arnold)
- エルンスト・ルイス・アルノルト (Ernst Louis Arnold)
- マイネル&ヘロルト (Meinel & Herold)
- ホーナー (Hohner)

現在、新品のバンドネオンを製作あるいは販売している主な業者は以下のとおり。戦前のAA(Alfred Arnold社)のクオリティに近い再現品を新品として製作する業者もいる。
ドイツ
- Uwe Hartenhauer
- Bandonion- & Concertinafabrik Klingenthal GmbH
- Klaus Gutjahr
- Handzuginstrumente Carlsfeld(Robert Wallschläger)
- プレミア(Premier)

ベルギー
- Harry Geuns

スペイン
- Bakuneón(Nicolás Córdova Olivos)

イタリア
- スキャンダリ・アコーディオン(Scandalli Accodions)
- ビクトリア・アコーディオン(Victoria Accodions)
- ビジーニ(Pigini)

アルゼンチン
- バルタサール・エストル(Baltazar Estol)
- La Casa del Bandoneón(Oscer Fischer)
- Fuelles Fredes(Juan Pablo Fredes)

ブラジル
- Bandoneon DQ (Daniel Eduardo Quandt)

## 似た楽器
バンドネオンではないのに外見が似ているためバンドネオンと混同されがちな蛇腹楽器もある。またMIDI楽器もある。
- ケムニッツァ・コンサーティーナ　近縁の楽器だがバンドネオンではない。

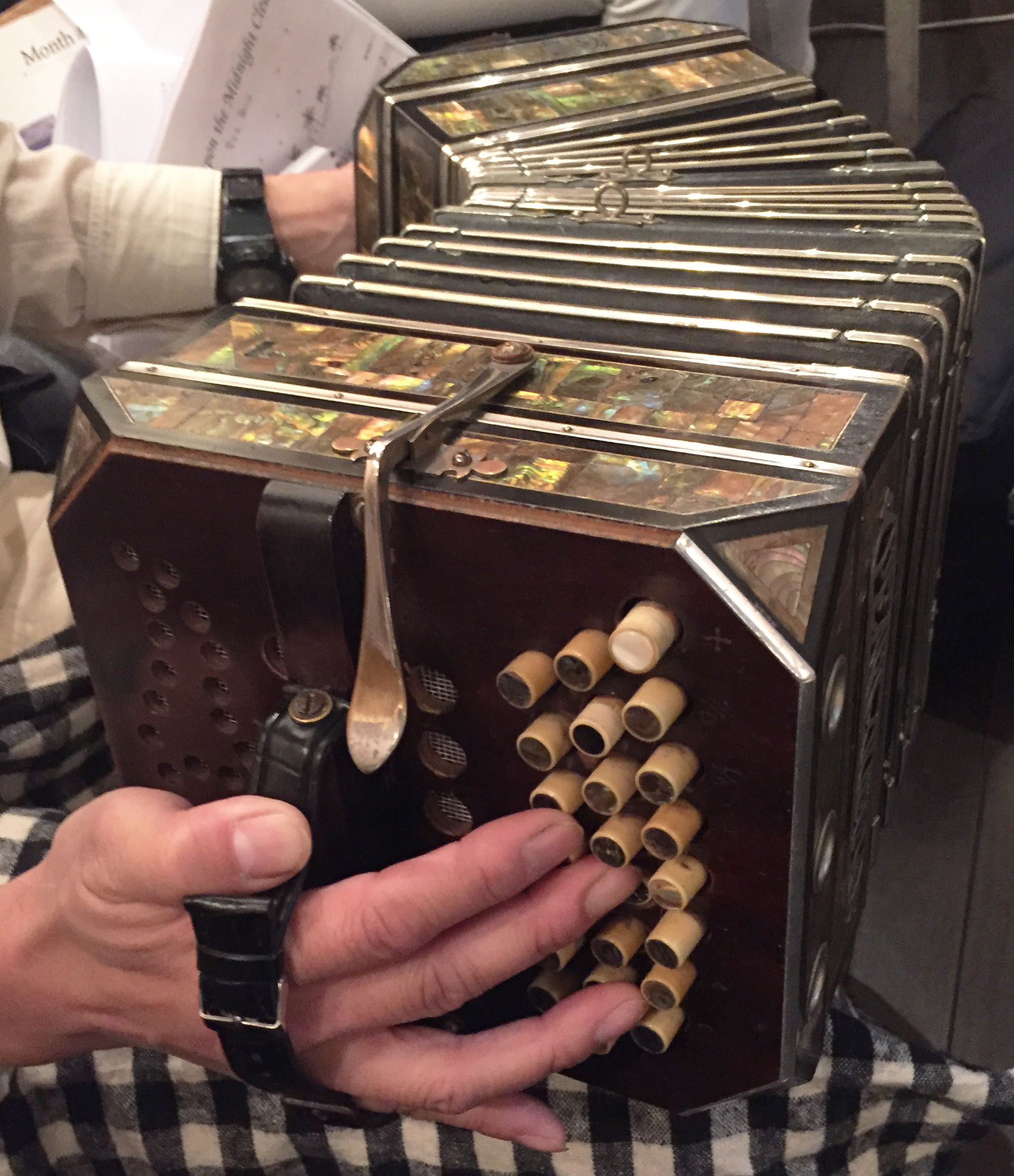
1926年製のケムニッツァ・コンサーティーナ
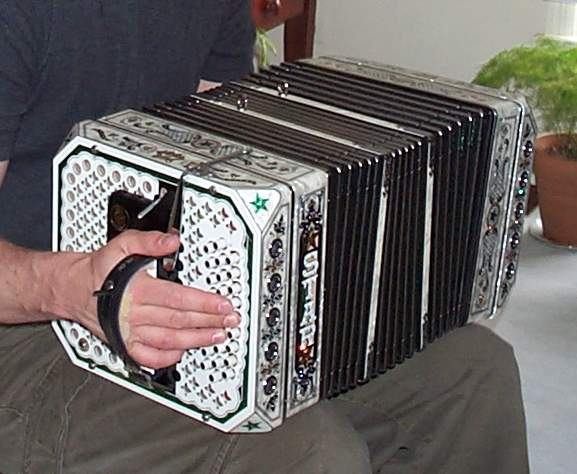
現代型の大型のケムニッツァ・コンサーティーナ

- クロマティフォン　外見や寸法は酷似するがバンドネオンではない。

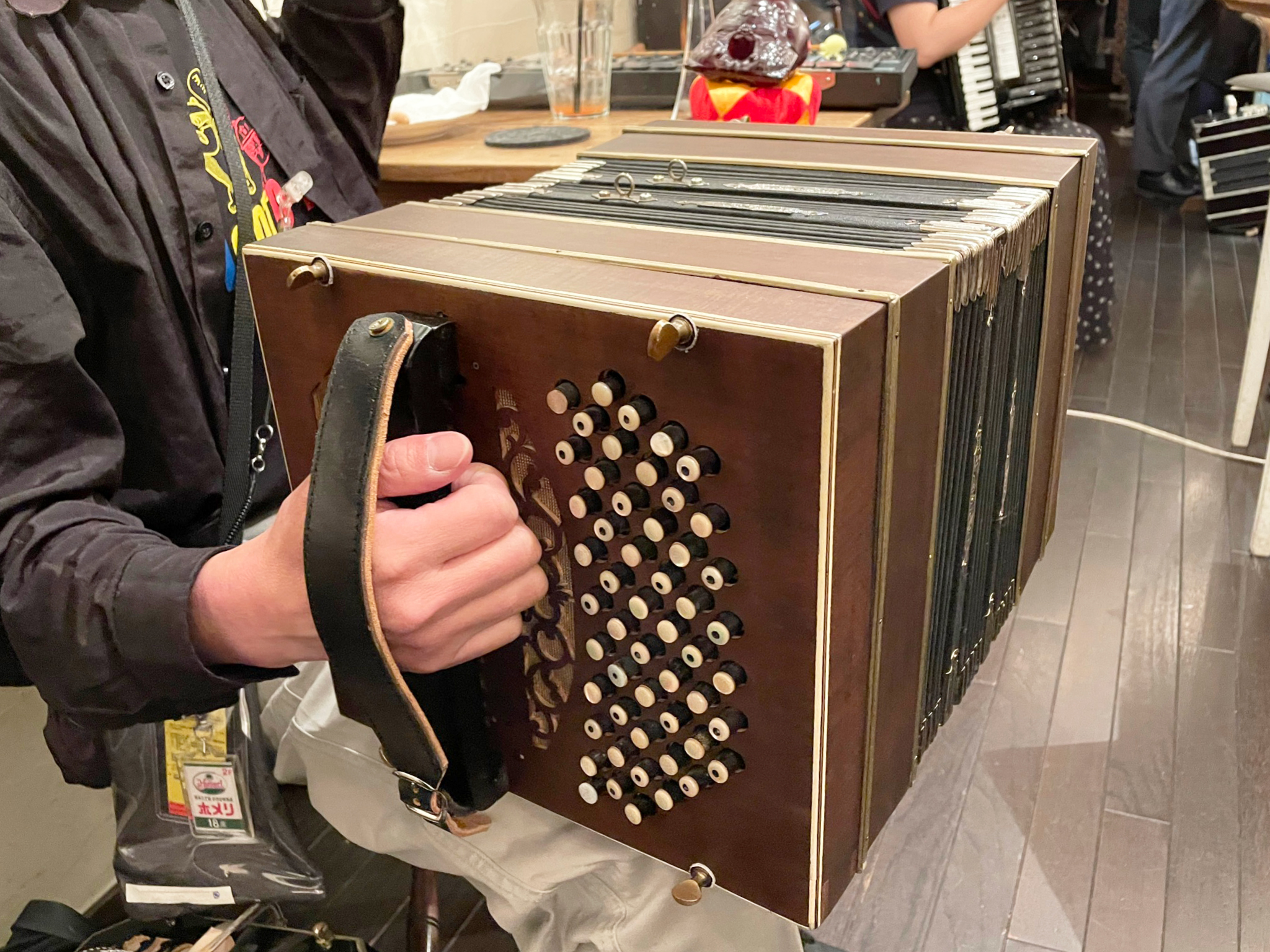
右手側。ボタン鍵の並べ方はクロマチック式である。音色も違う。空気抜きレバーもない。この筐体(きょうたい)の4つのかどは尖っているが、バンドネオンと同様にかどを三角形に切り落とした機種もある[17]。
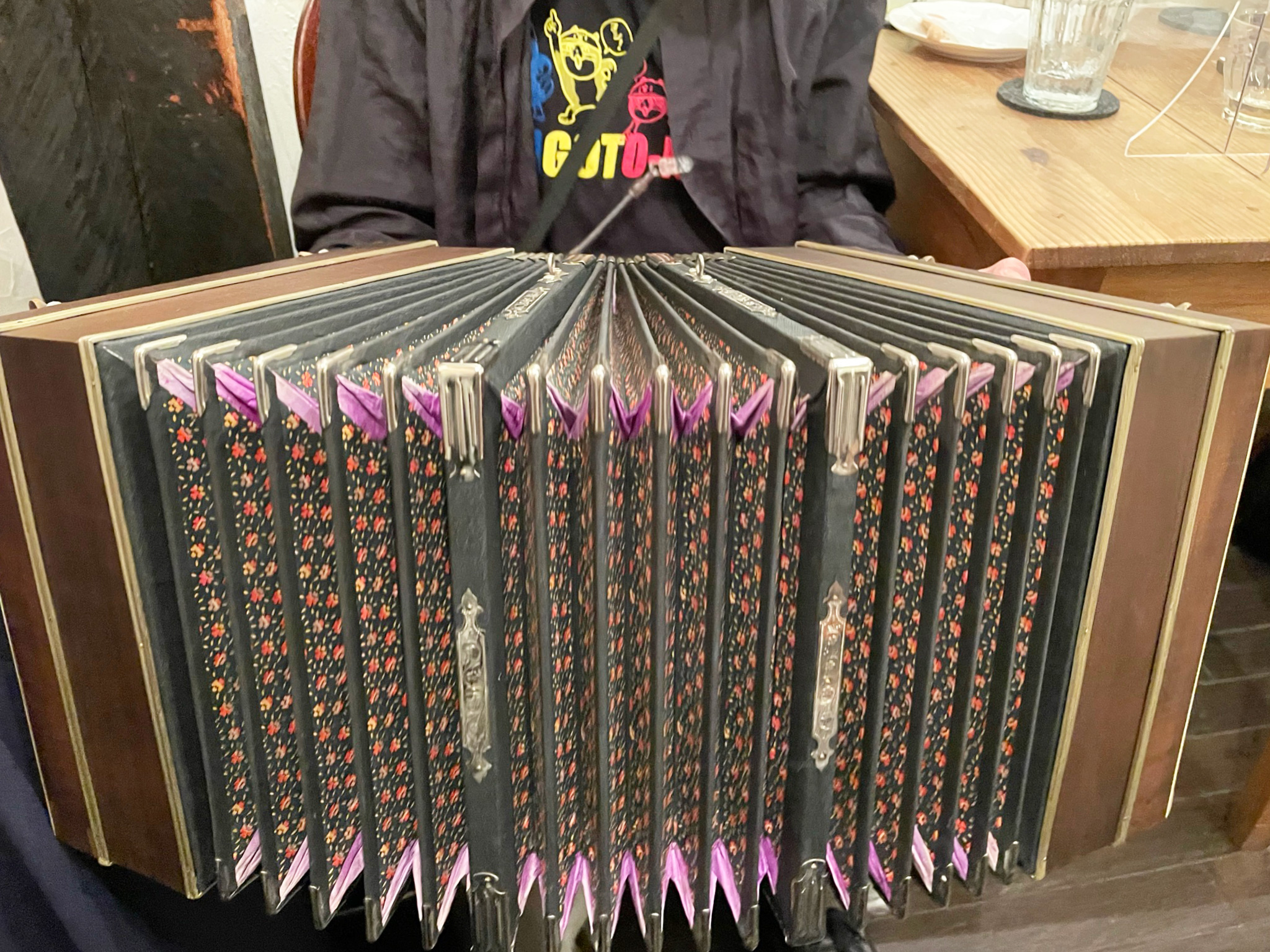
蛇腹はバンドネオンと酷似している。
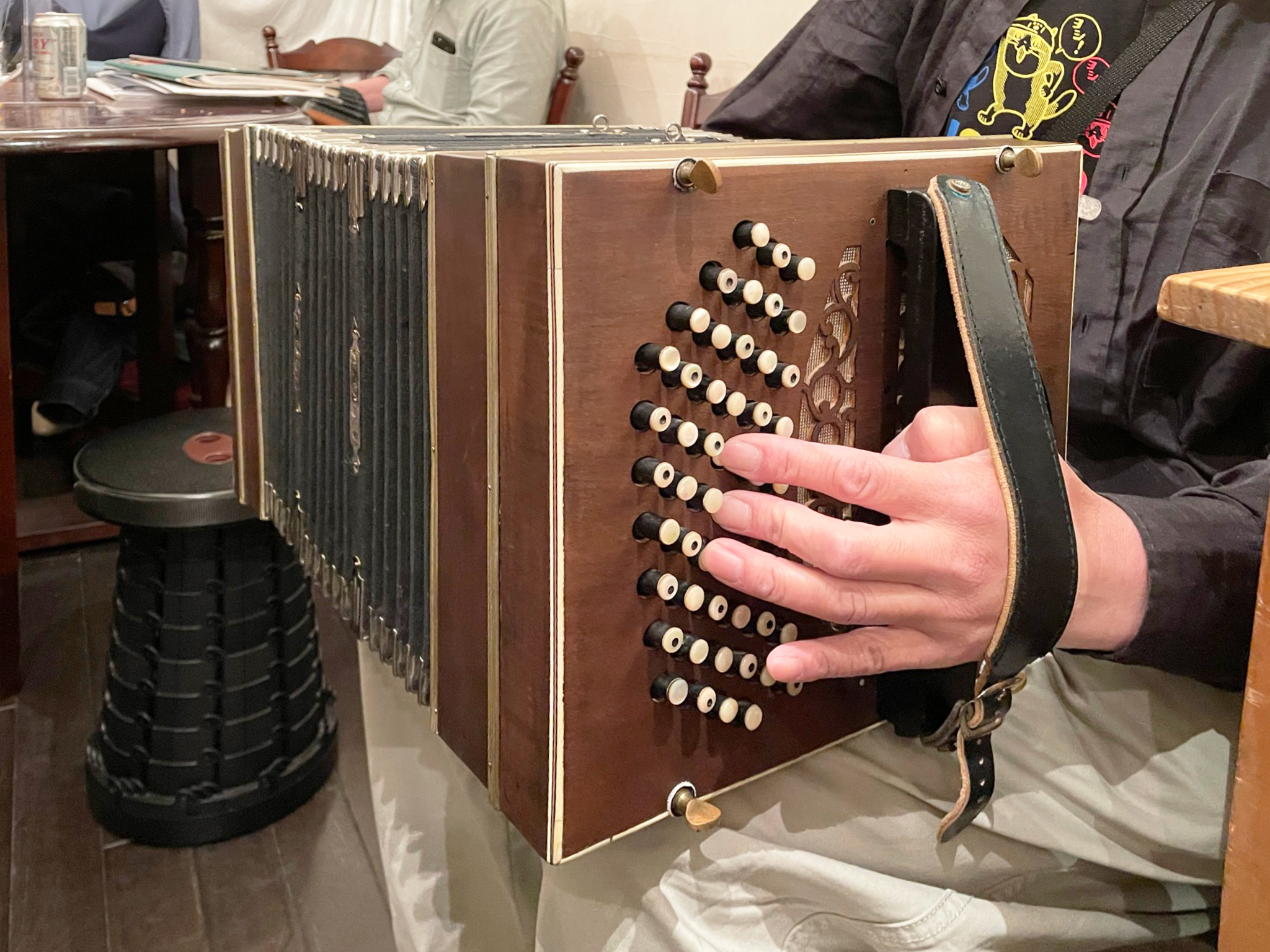
左手側。バンドネオンは親指だけバンド(ベルト)の外に出すが、クロマティフォンは手首ごとバンドの中に入れ込むなど、楽器の構えかたも違う。

- バンドミネドーニ(bandoMIneDonI)

蛇腹の無いバンドネオン型の自作MIDIキーボードキットで、電子楽器の一種。

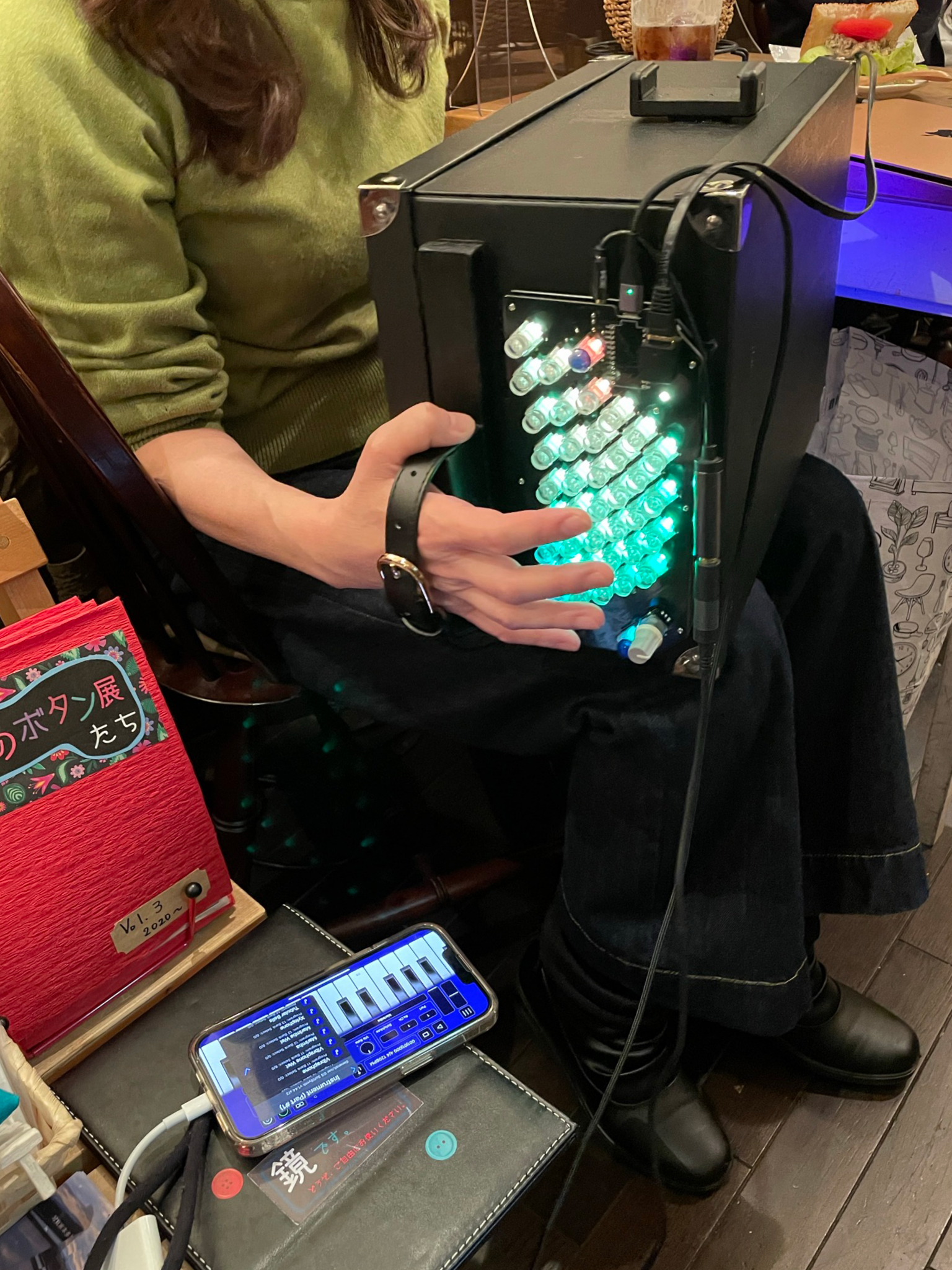
バンドミネドーニ。収納箱の左右の両脇に、バンドネオンのボタン鍵と同じ配列のMIDIキーボード（LEDで輝いている)を取り付けた状態。非常に軽い。

## 著名なバンドネオン奏者
タンゴ楽団の代表が、バンドネオン奏者とは限らない。

### アルゼンチン・ウルグアイ
- ビセンテ・グレコ
- エドゥアルド・アローラス
- ペドロ・マフィア
- パキータ・ベルナルド（スペイン語版）
- ペドロ・ラウレンス
- エクトル・バレラ
- アニバル・トロイロ
- アストル・ピアソラ
- ミゲル・カロー
- エドゥアルド・ロビーラ
- レオポルド・フェデリコ
- ダニエル・ビネリ（スペイン語版）
- ネストル・マルコーニ
- ルベン・フアレス（スペイン語版）

### トルコ
- トルガ・サルマン (Tolga Salman)

### 日本
- 早川真平
- 池田光夫
- 森川倶志
- 門奈紀生
- 京谷弘司
- 米山義則
- 田邉義博
- 小川紀美代
- 小松亮太
- 北村聡
- 啼鵬
- 三浦一馬
- 平田耕治
- 早川純
- 鈴木崇朗
- 仁詩
- 上杉英人
- 川波幸恵
- 奥村友紀
- 生水敬一朗

### 台湾
- 吳詠隆(Wu Yung-Lung)

### 韓国
- 고상지(Koh Sangji)